# スロットレーシング
スロットレーシングとは、動力付き自動車模型であるスロットレーシングカーの競技。ここでは主に日本国内でのスロットレーシングの歴史について記す。スロットレーシングカー本体については「スロットカー」を参照。

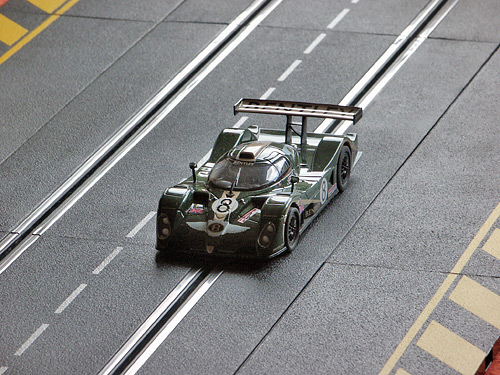
カレラ

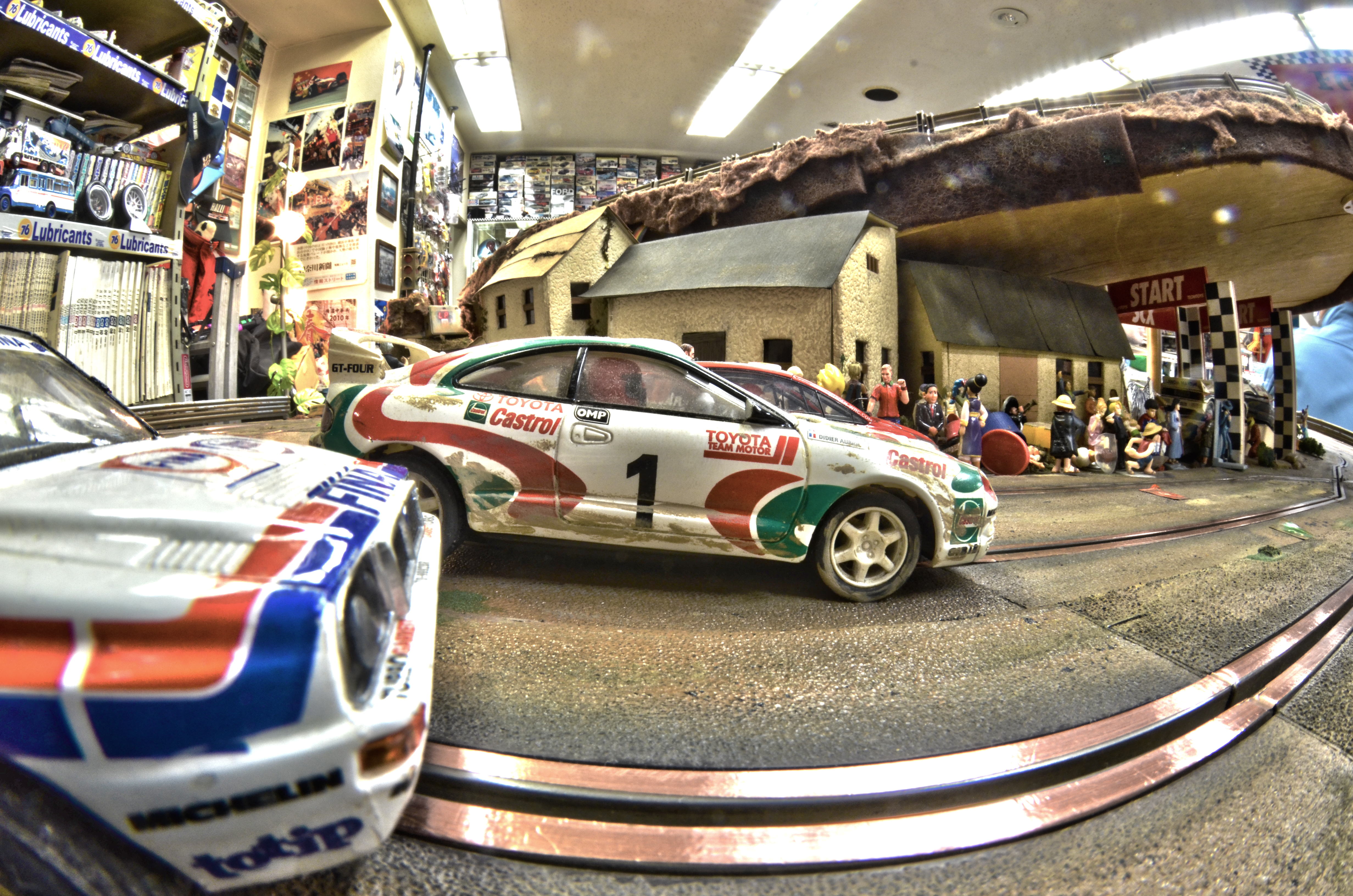
1/32ラリー風景

## 歴史・沿革
スロットカーは1950年代にイギリスで登場し、1963年頃にアメリカ経由で日本へ渡ってきた。日本に初めて入ってきたのはレベル、モノグラム、COXなどの製品であった。1960年代当時は「走るプラモデル」と呼ばれた。

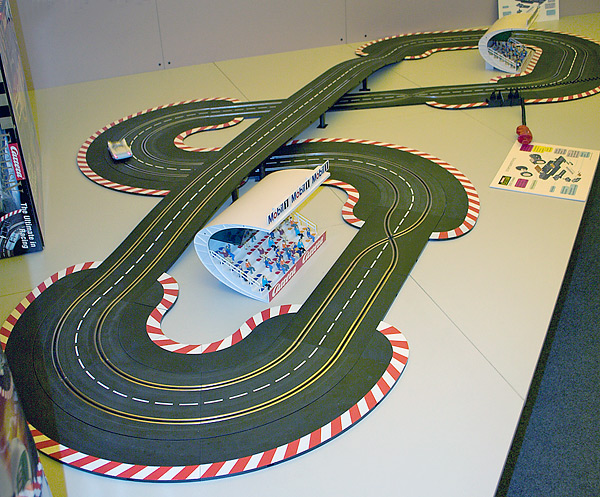
1/24モデル用スロットレーシングのコース
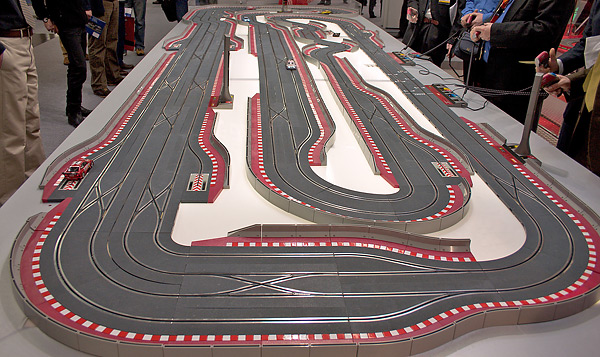
SCX社製デジタルスロット
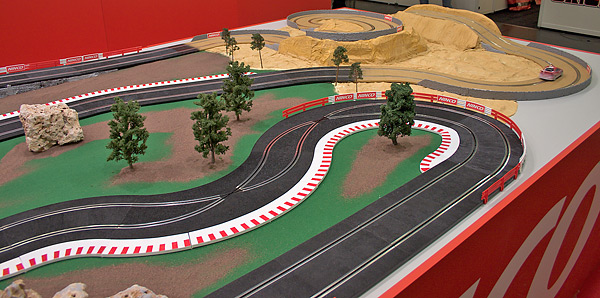
1/32モデル用のコース
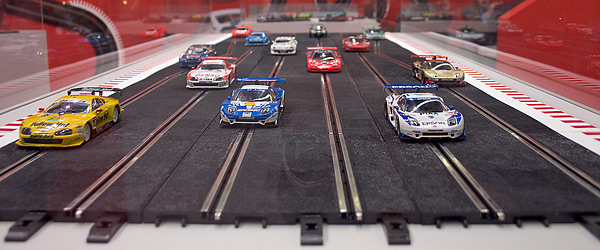
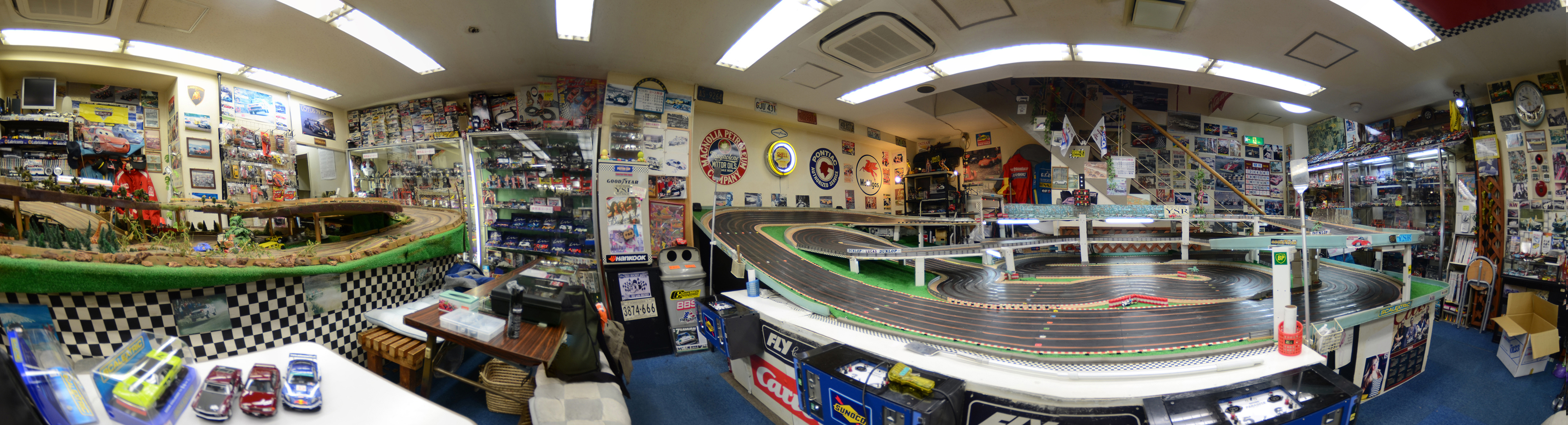
ヨコハマ スロット レーシング1/32

### 第一期（1960年代）
田宮模型、日本模型、マルサン商店など、日本の玩具・模型会社が多数参入した。またゲームセンターやボウリング場などの娯楽施設にもサーキット（貸しコース）が置かれた。
市販の汎用シャシに、別途ユーザーの好みのモーター、タイヤ、1/24スケール前後のプラモデルのボディーを載せる方法が主流であった。しかし、価格的に小中学生が手が出しづらいこともあり、サーキットには大人ばかりが集まってしまい、しかも賭けレースが公然と行われるようになったことから、教育現場から「風紀上良くない」と判断され、相次いで子供のサーキットへの出入りが禁止された。
さらに急激なマニアック化の影響で、ビギナーが育たずに急速に人気が落ち、当時からの商業コースは全滅した。正確な統計は残されていないが、一時期は大小合わせて全国に200ヶ所以上のサーキットが存在したといわれる。

### 第二期（1970年代後半 - :HOスロットカーブーム）
1970年代後半から1980年代前半にかけて、アメリカのタイコなどから発売されたHOスロットカーがブームとなり、各地の模型店や玩具屋で組み立て式の商業コースが多数出現し、「マグナカー」の名で人気を博す。
安価なため小学生にまで購入層が広がった。しかしながら同時期に広まったNゲージ鉄道模型にシェアを奪われ、コースの風紀上の問題もあり、第一期と同じ結末をたどって終わった。
HO (Half Zero) は鉄道模型では1/87スケールを指すが、スロットレーシングにおいては1/64スケールを指す。→HOスケールを参照。

### 第三期（1980年代後半 - :1/24スロットカーブーム）
1980年代後半から1990年代にかけて、再び1/24スケールのプラモデルを使用したスロットカーが主流となり、バンプロジェクトとさかつうの2大シャシメーカーが主体となり、これらの汎用シャシを使用することにより、どんなプラモデルでもすぐにスロットカーにすることができるため、一気に広まった。
しかし、スピード志向のバンプロジェクトと、リアル志向のさかつうとでシャシ開発の方向性の違いから客層が二極化し、当初からの両社の対決姿勢は最後まで収まらなかった。バンプロジェクト製シャシが、その圧倒的な性能差と政治的事情により、各地のサーキットからさかつう製シャシを締め出すかたちとなった。後にさかつうは1/24スケールから撤退した。また、プラモデル人口の減少・シャシ価格の急騰・シャシ構造の複雑化により、コアなマニア向けの競技となり競技人口が減少し、現在では1/24スケールの商業コースは第二期最盛期の2/3（第一期1960年代の最盛期には100ヶ所以上あったので、現在は2/3をはるかに下回る）になってしまっている。一時期1/24スロットカーによるドラッグレースを行っていた店もあった。商業コースでの計時システムにはNECのPC-9800シリーズのコンピュータが必要であった。現在、本格的なスロットカードラッグレースコースを保有しているサーキットは、レーシングパラダイスのみである。

### 第四期（1/32スロットカーブーム）
1990年代後半からヨーロッパでの1/32スケールのブームが日本にも伝わって来た。日本国内でも、安価な完成車で気軽に楽しめる1/32に市場がシフトしてきており、プラスチック製の組み立てコースを組んだ商業コースが各地で増えつつある。
しかしながら、家庭向けホームコースは依然として出足が鈍く、SCX製品を取り扱っていたユニオンモデルは撤退した。また、ニノミヤホビックス (廃業) やラオックスアソビットシティ、ジョーシンスーパーキッズランドなどの大手量販店でも当初、ブーム到来を見込んで1/32のカレラやスケーレックストリック、SCX製品を取り扱っていたが販売不振のため取り扱いをやめた。
日本では2005年にバンダイから1/55スケールのプレスハードが発売された。プレスハードではサウンドが出るようになっていた（シンセサイザー式ではなく、従来からの発振器の周波数を変える形式）が、2006年末撤退した。2006年には、タカラがスケーレックストリックのデジタルシステムをデチューン（同時走行6台 → 4台）した、クアトロックスを発売した。クアトロックスでは最先端のデジタル式レーンチェンジシステムが導入されたが、2007年に撤退した。
本来の自動車とは鉄道と違って左右にも自由にステアリング操作出来る乗り物であり、しかし左右に自由に操作出来るラジコン自動車は1980年代までは高価で一般家庭の小中学生には簡単に手が出せなかったために、ラジコンカーより安価なスロットカーが身近な操縦式自動車玩具として人気を博したものの、ラジコンカーの低価格化が進みスロットカーと価格差がほとんどなくなった現状では、小中学生が操縦式自動車玩具を買う際は特別なコースが不要で左右操作も自由に出来るラジコンカーを選択するのがごく自然であり、また左右操作を自由に行えないレーシング玩具の分野でもミニ四駆が台頭したために、スロットカーの愛好者はごく一部のマニアに限られているのが現状である。
2008年にはタカラトミーから1/87スケールの製品が発売され、今後の展開が注目される。

## マブチモーター
日本のスロットカーの歴史を語る上でマブチモーターの功績は欠かせない。同社はまだ、日本の工業製品の水準がカメラ、造船等、一部を除き国際的な水準に達していなかった時代にいち早く海外に進出して1960年代の世界的な流行時には多くのスロットカーメーカーに採用され、堅牢で高出力のモーターは世界中の愛好家の間で高く評価された。当時、COXなどの欧米メーカーの高級品にもマブチモーターが使用されていた事は国内の愛好家に大きな励みになったという。
後のミニ四駆で使用されたモーターが、（タミヤ公認以外の高性能モーターを含め）界磁用フェライト磁石と回転子に巻く巻線の強化に止まり、基本的にはノーマルFA-130の構造そのままだったのに対し、スロットレーシング用のFT系モーターはボールベアリングやカーボンブラシ等、本格的なモーターが作られた（のちにタミヤのミニ四駆用モーターでも一部のダッシュ系モーターでカーボンブラシを採用）。これは絶対的な高性能と、相応の高価なパーツとなり子供には高価なものとなった、という影の面の存在は否めないが、超高性能小型モーターの市場を作ったと言える。

## サーキット
日本ではスロットカーブームに乗って数年周期で営業用コース（サーキット）が増減を繰り返している。1960年代のブーム時には日本全国に200以上のサーキットがあったという。その後、1990年代初頭には20ヶ所程度になった。それらは主に1/24スケールのサーキットだったが、その後廃業が相次ぎ、2000年代に入ってから複数の1/32スケールのサーキットが開業した。しかし、その後も廃業が相次ぎ現在は日本全国で約20ヶ所が営業している他、クラブなど愛好者の仲間内だけで使用するという例もある。

## ギャラリー

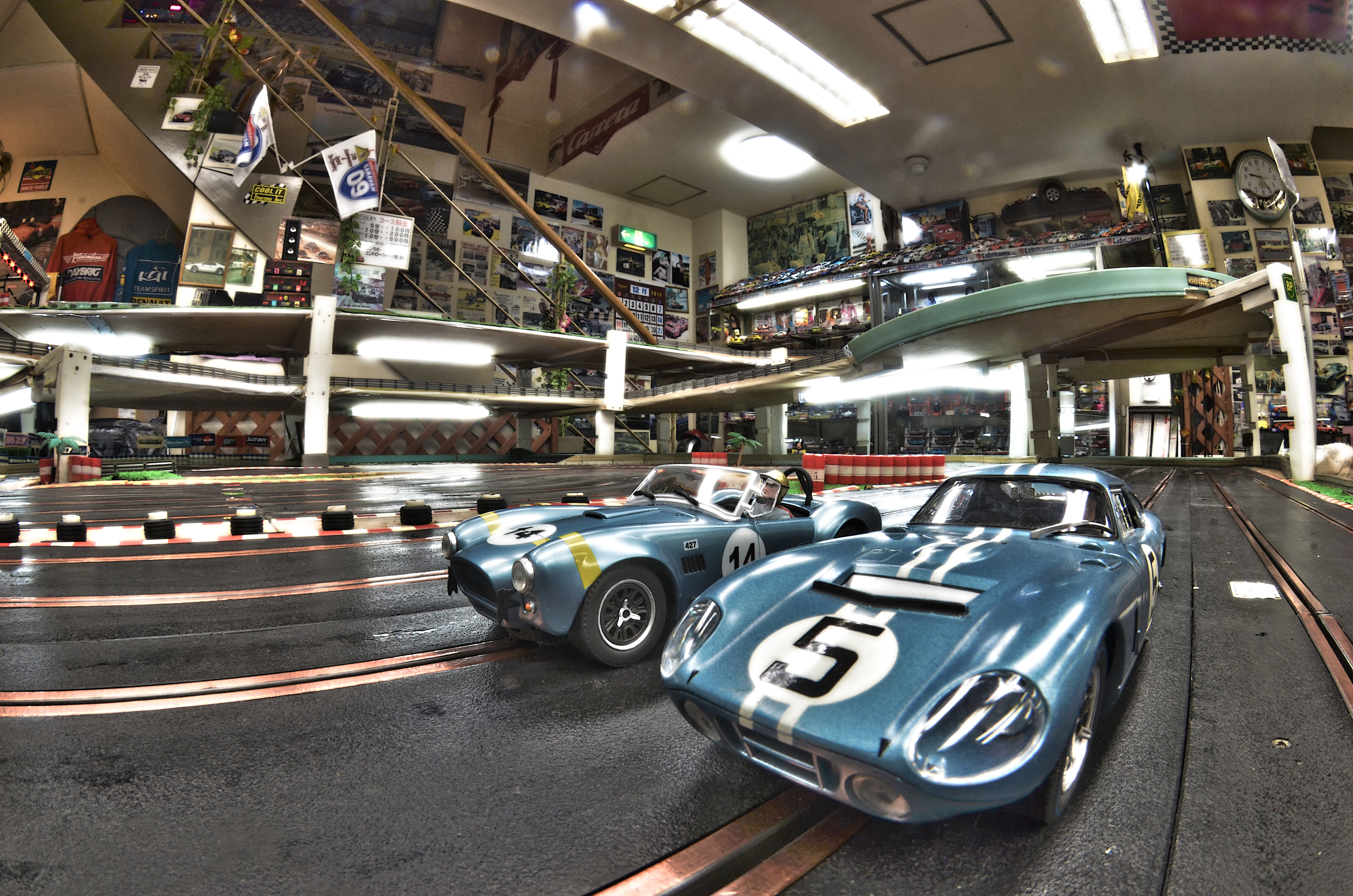
1/32 コブラ
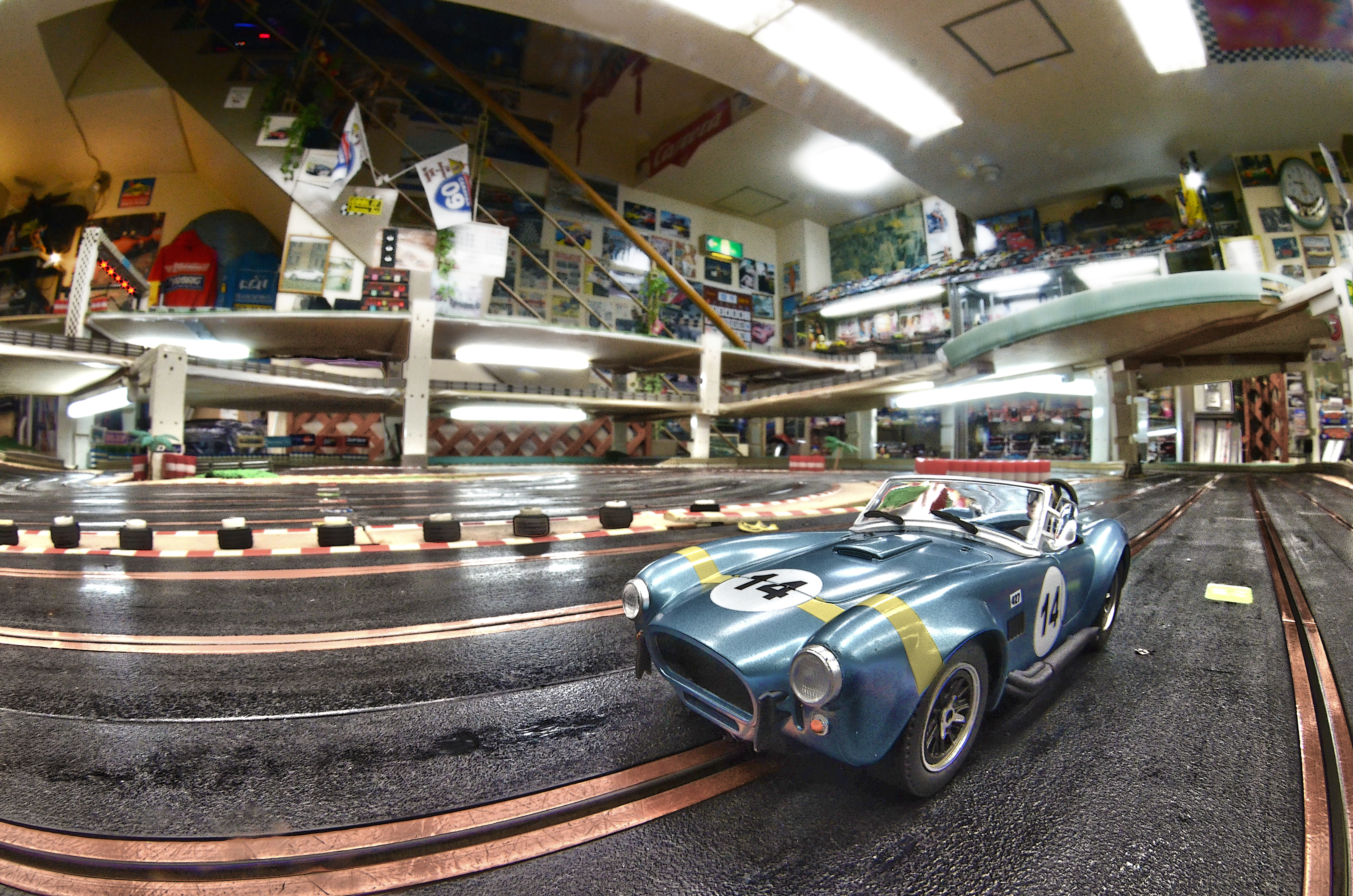
1/32 コブラ
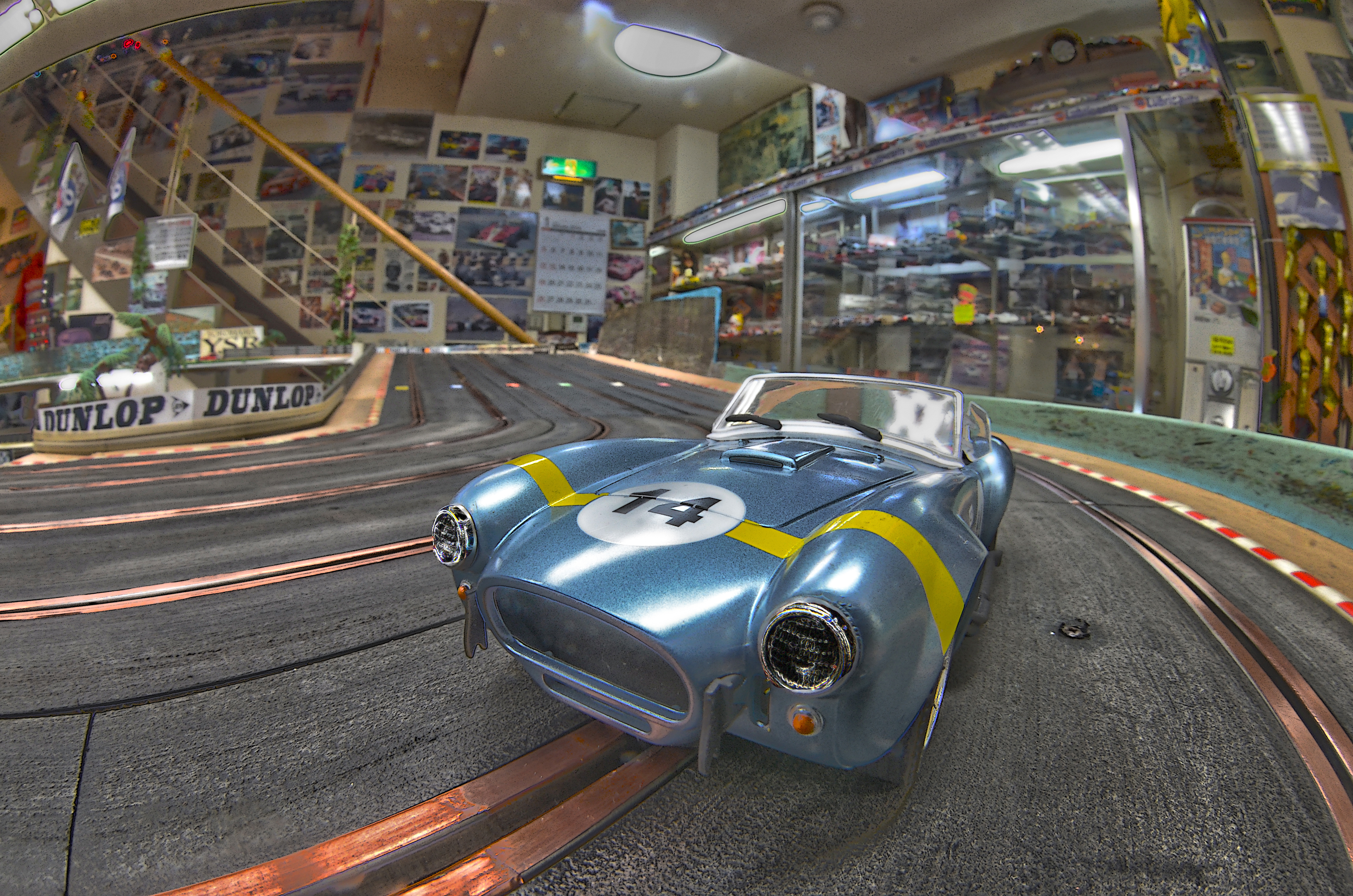
1/32 コブラ
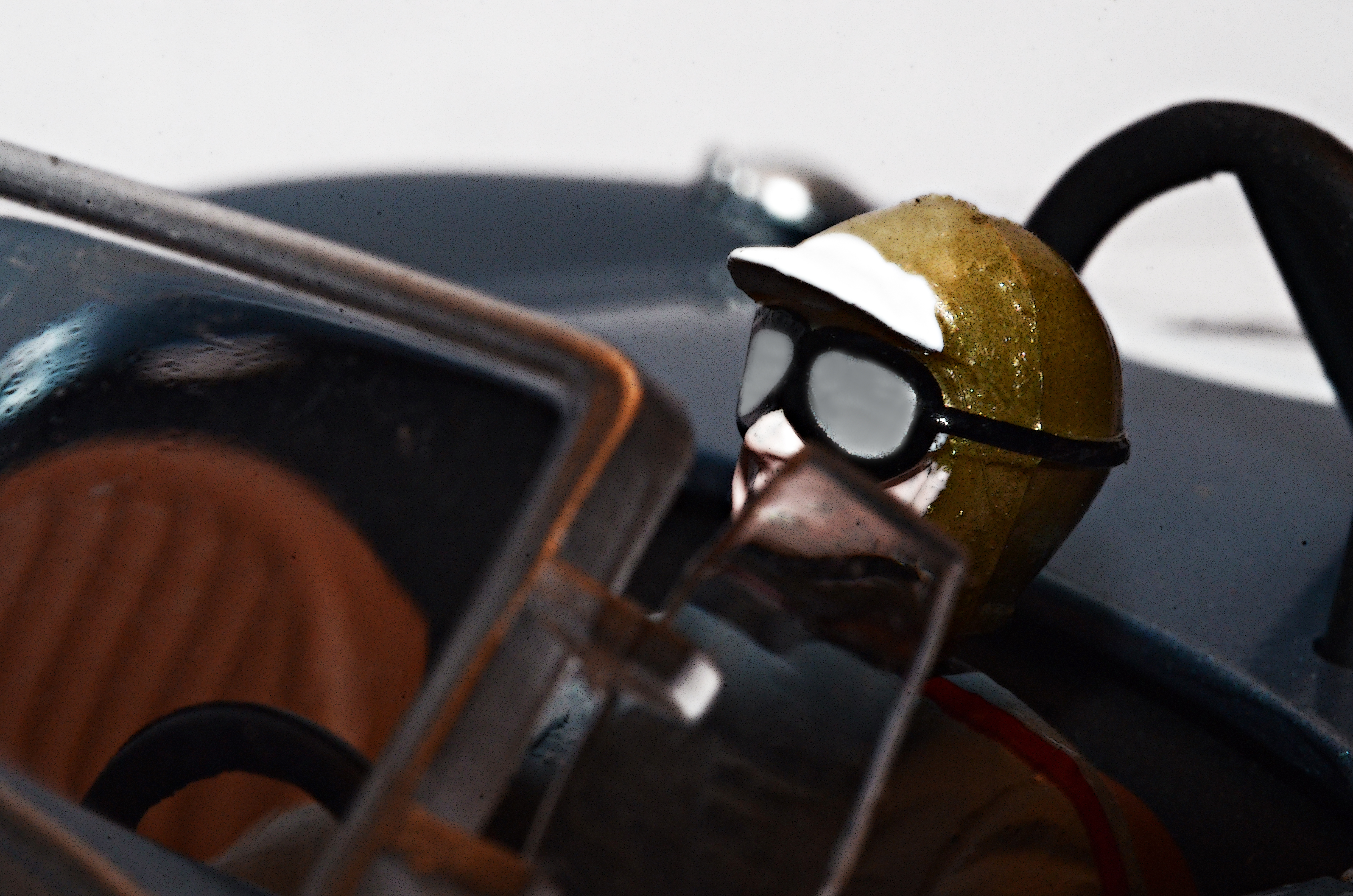
1/32 コブラドライバー
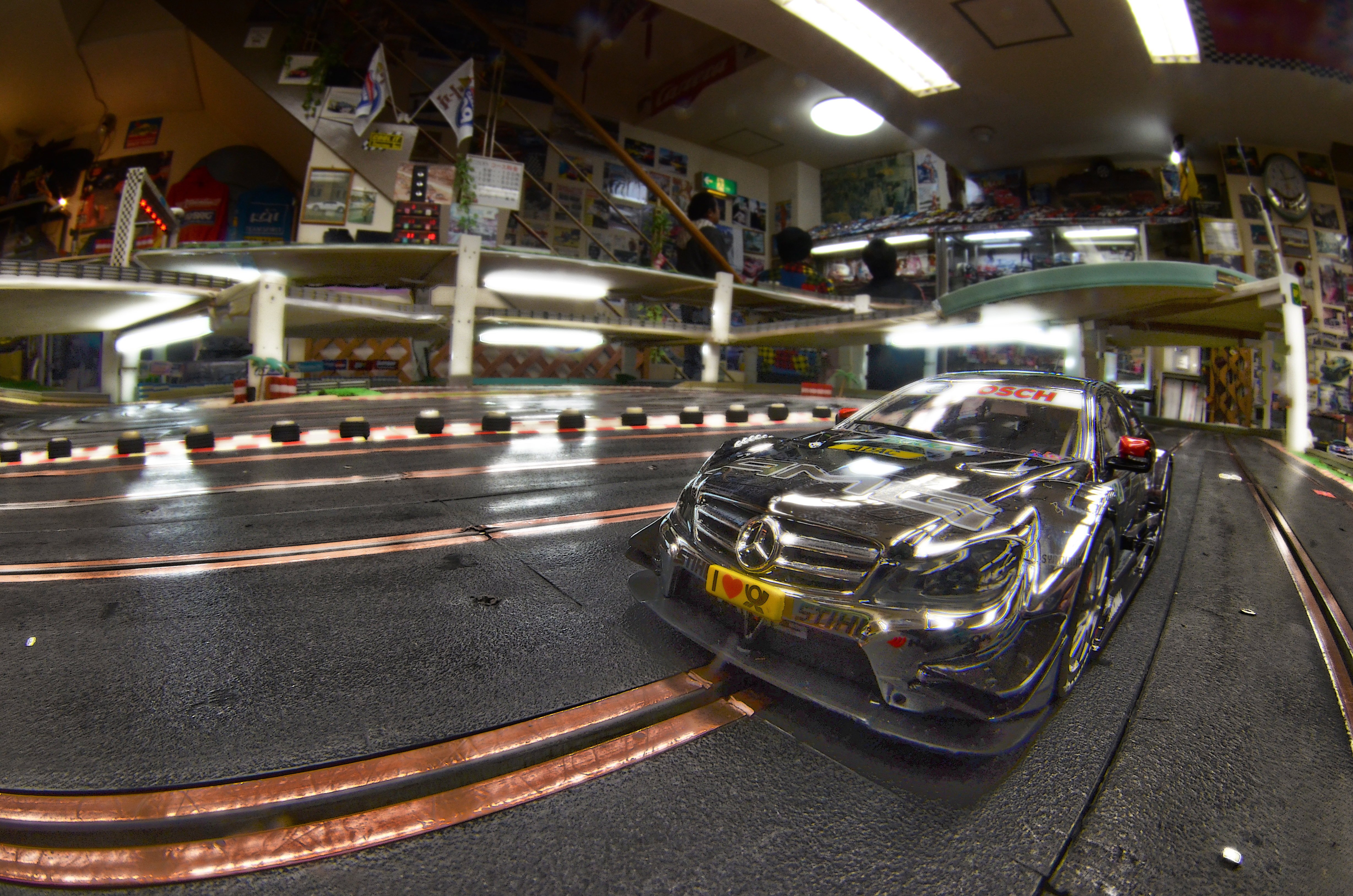
1/32 ベンツ
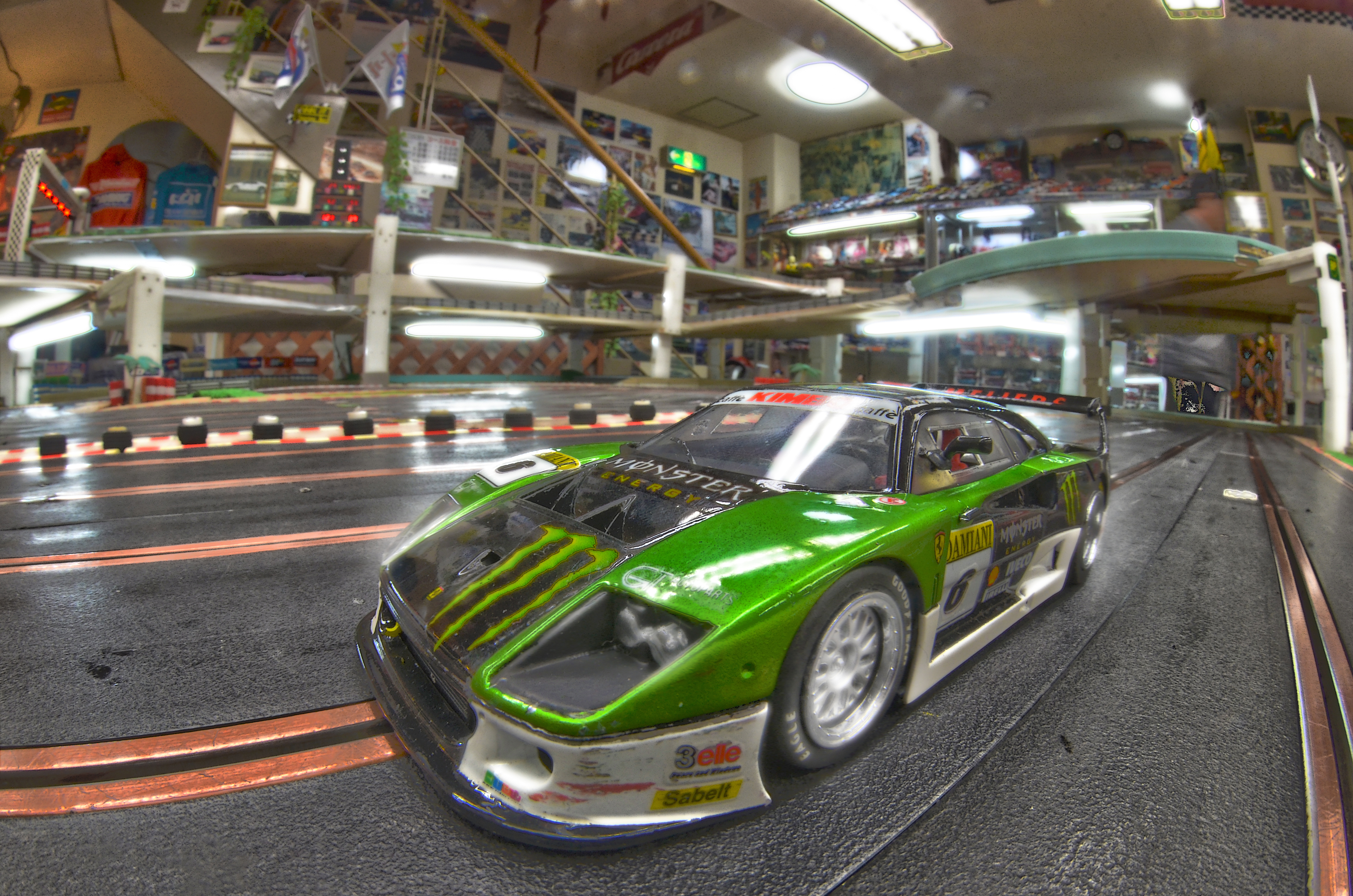
1/32 フェラーリ
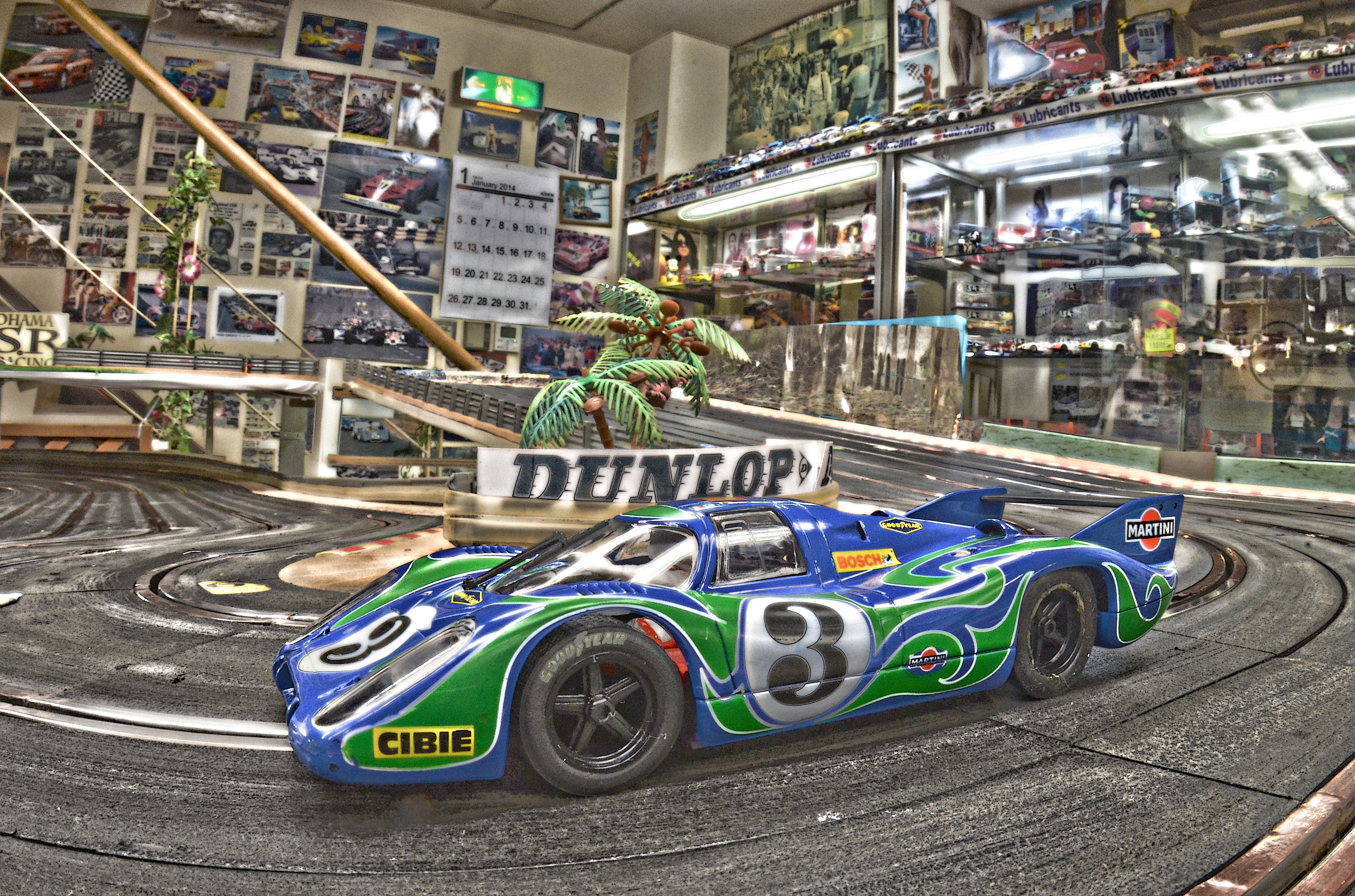
1/32マルティニ ポルシェ
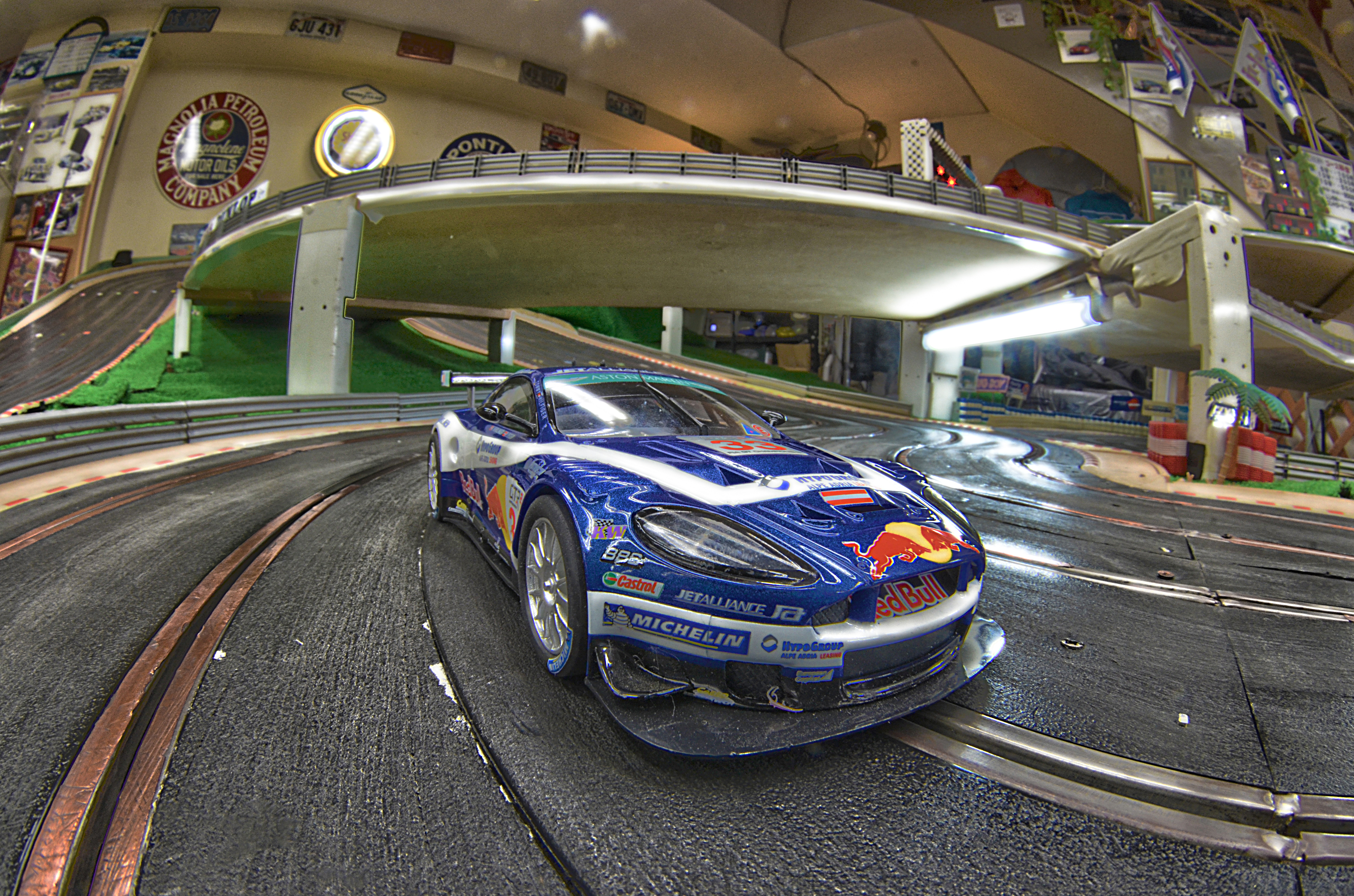
1/32 アストンマーチン
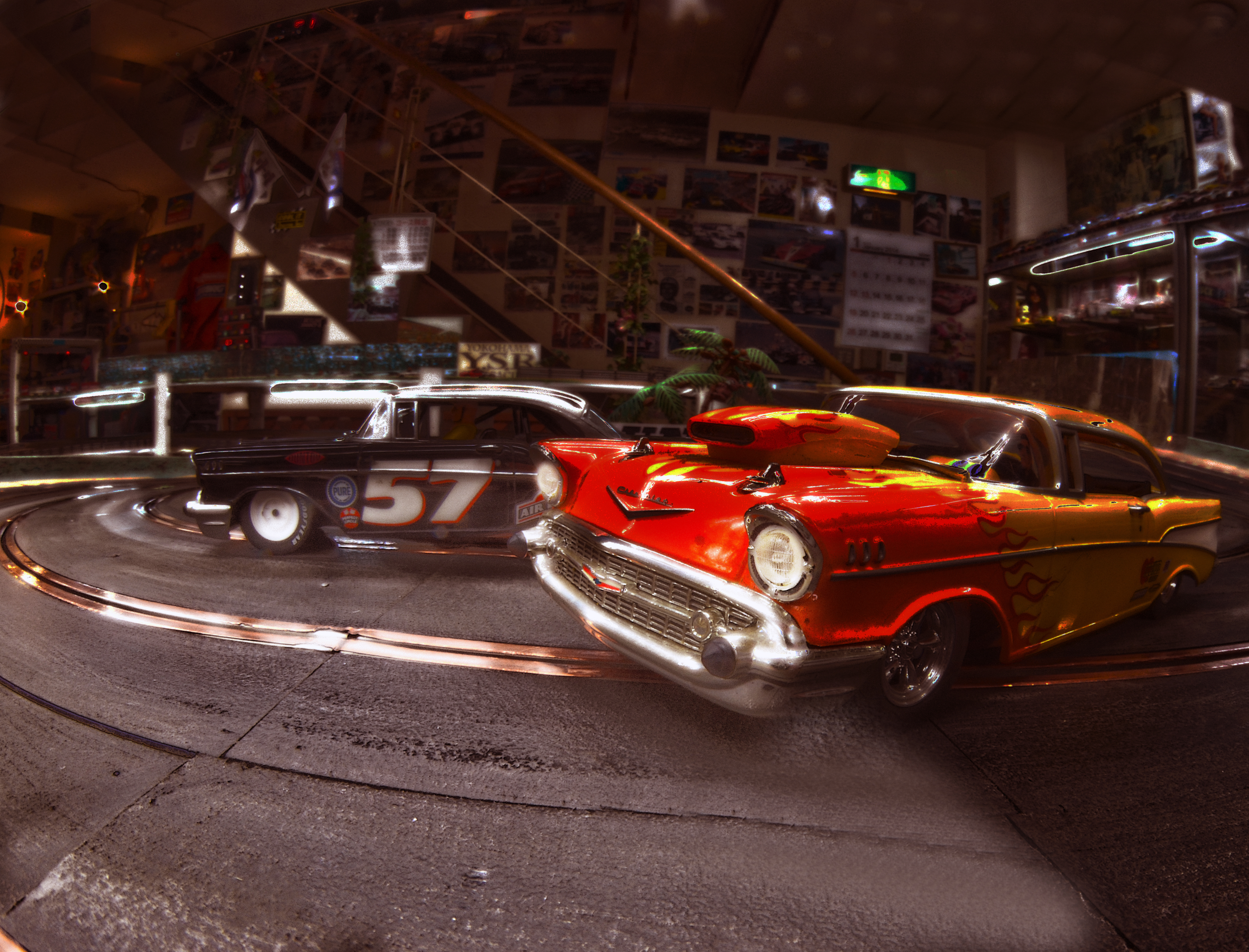
1/32 ナイトランベルエアー（ヨコハマ　スロット　レーシング）
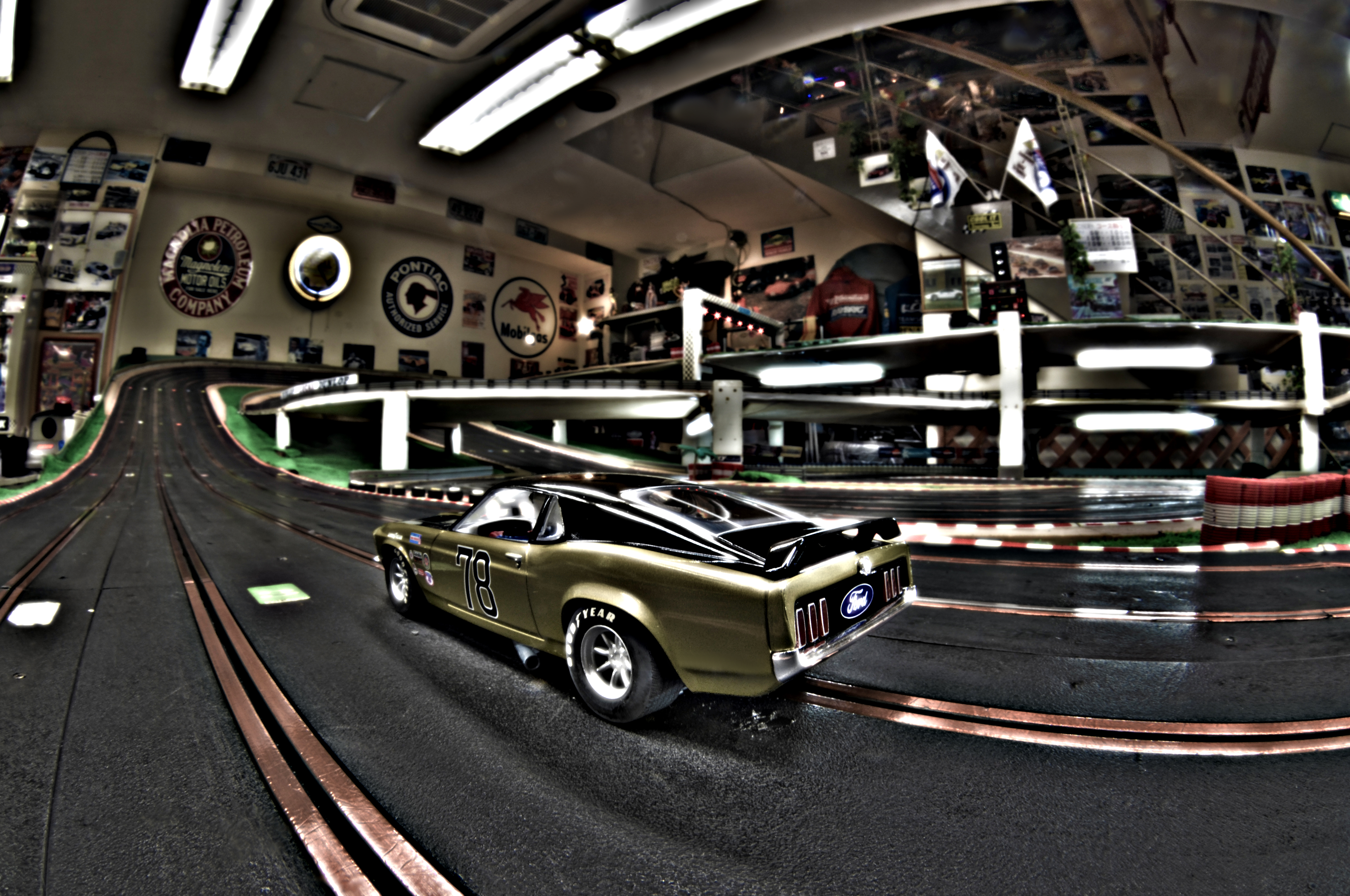
1/32 Ford Mustang
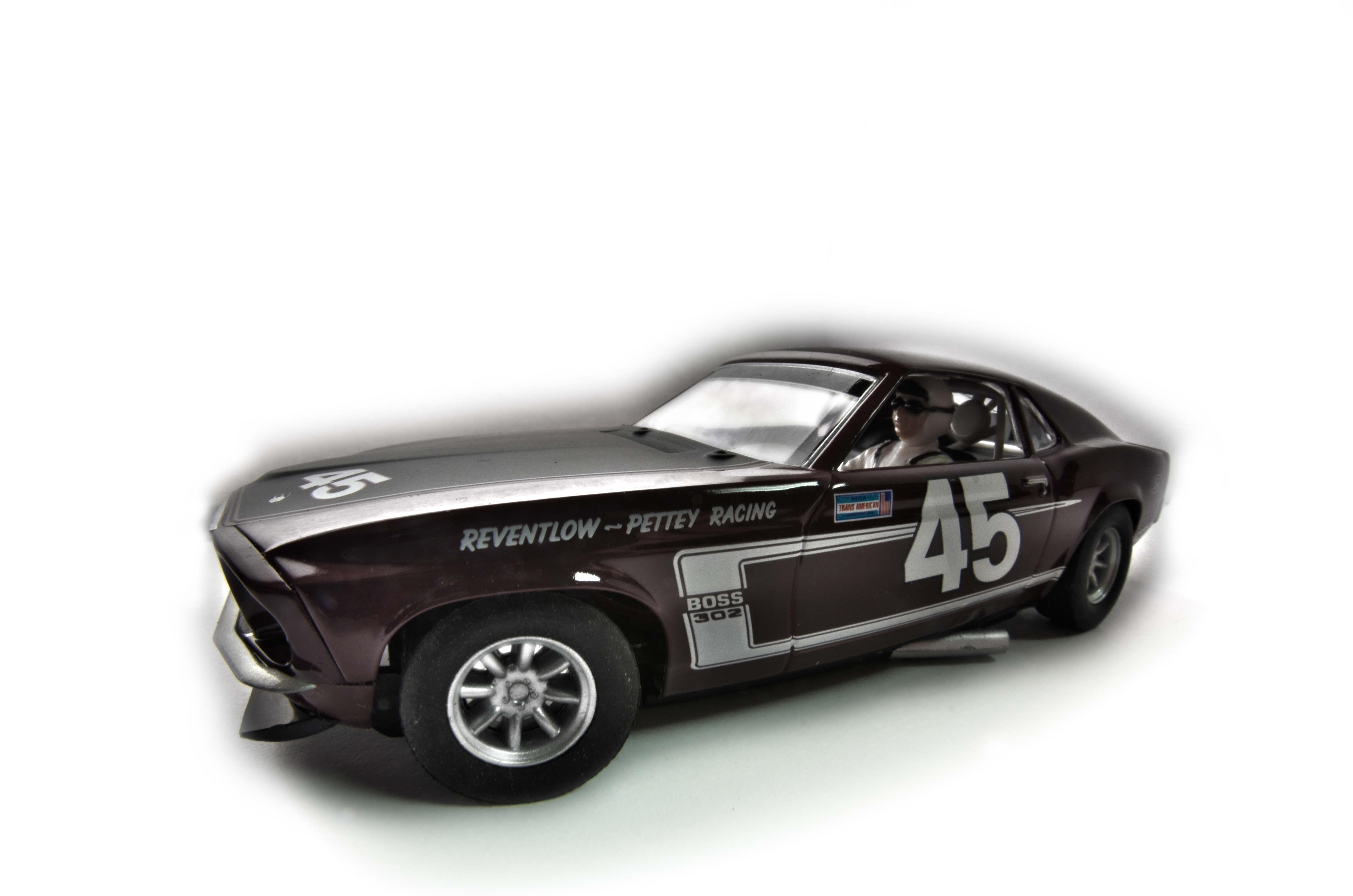
1/32フォード ムスタング
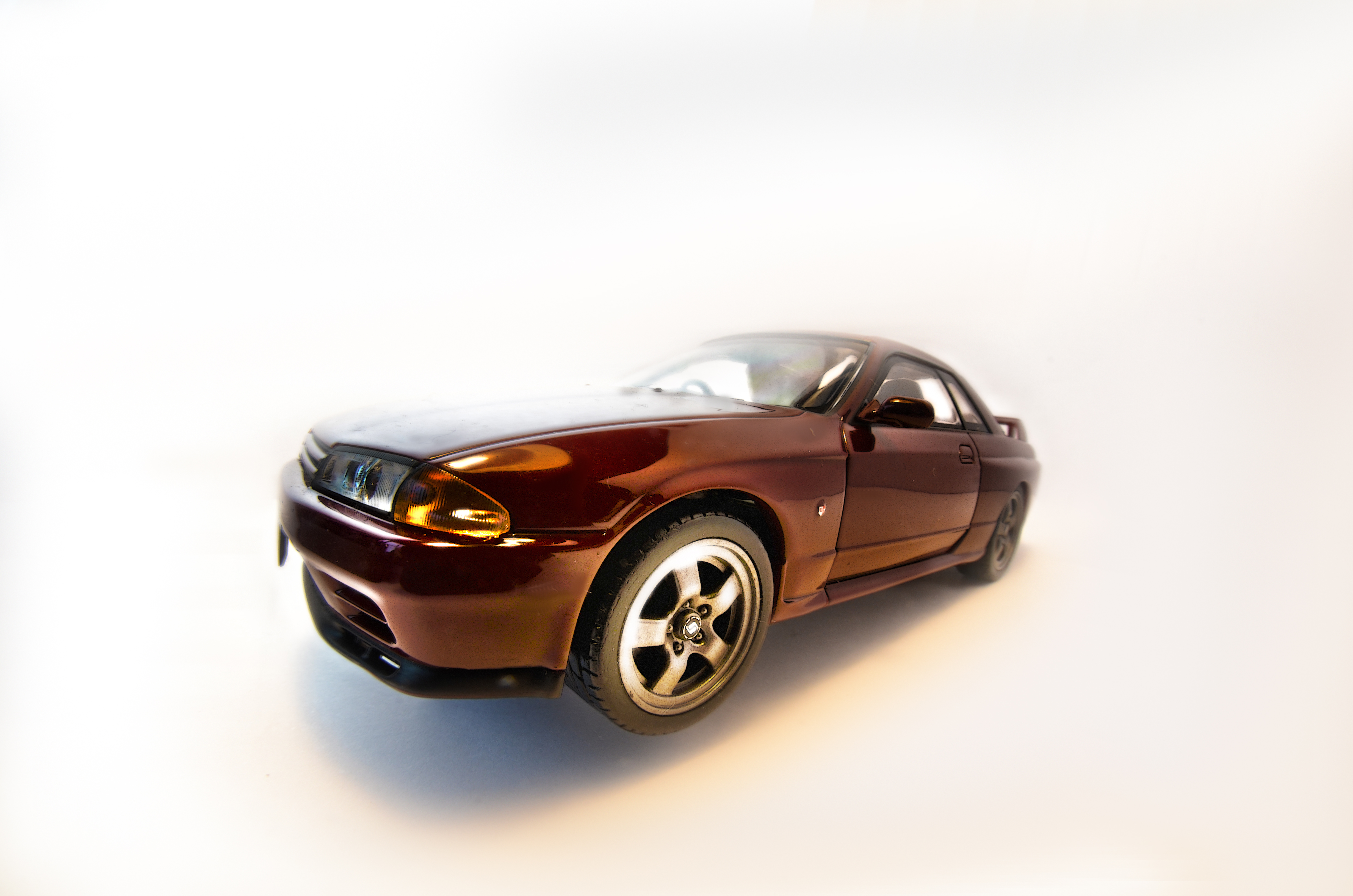
1/32 Skyline GT-R
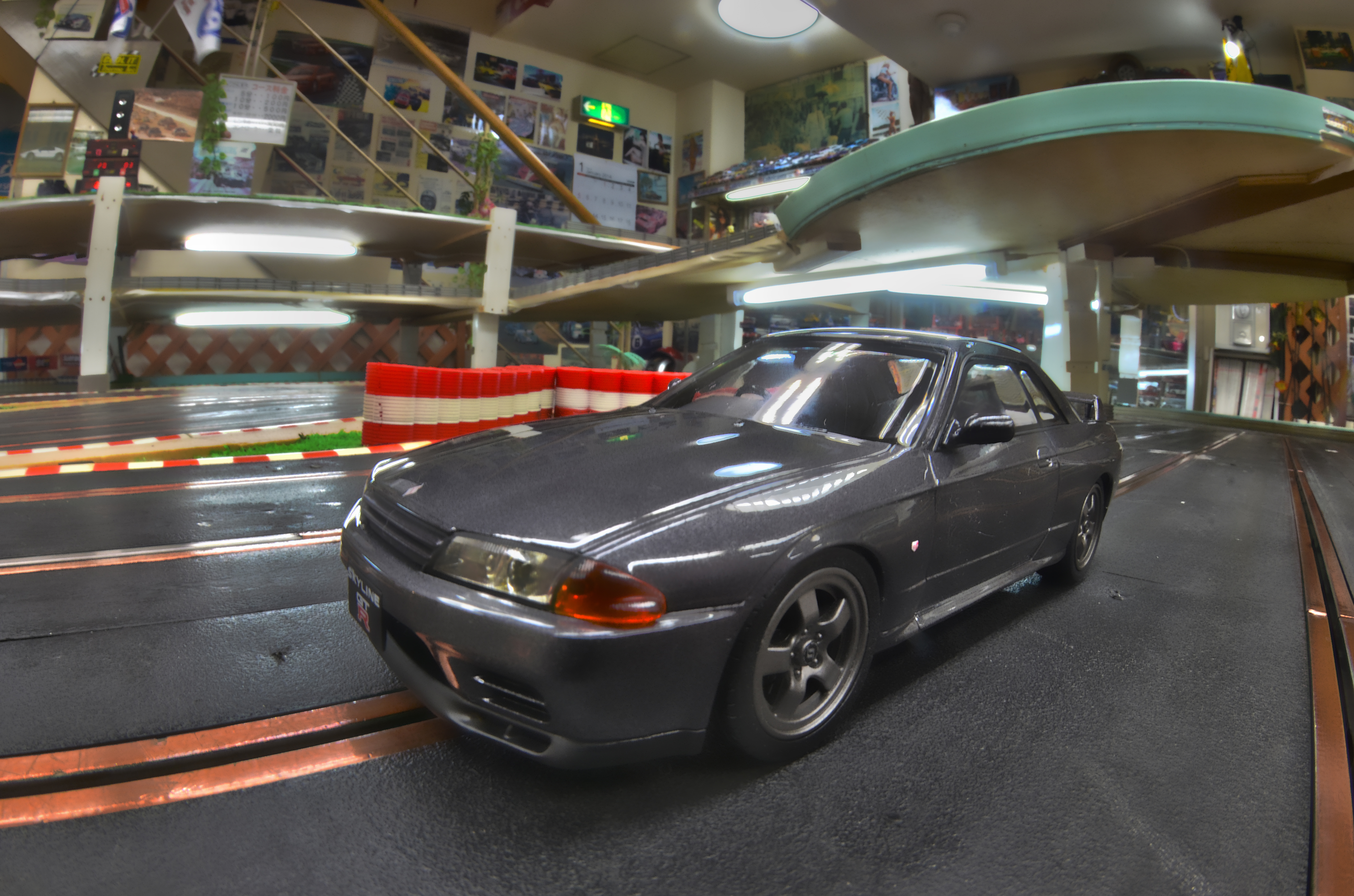
1/32 Skyline GT-R
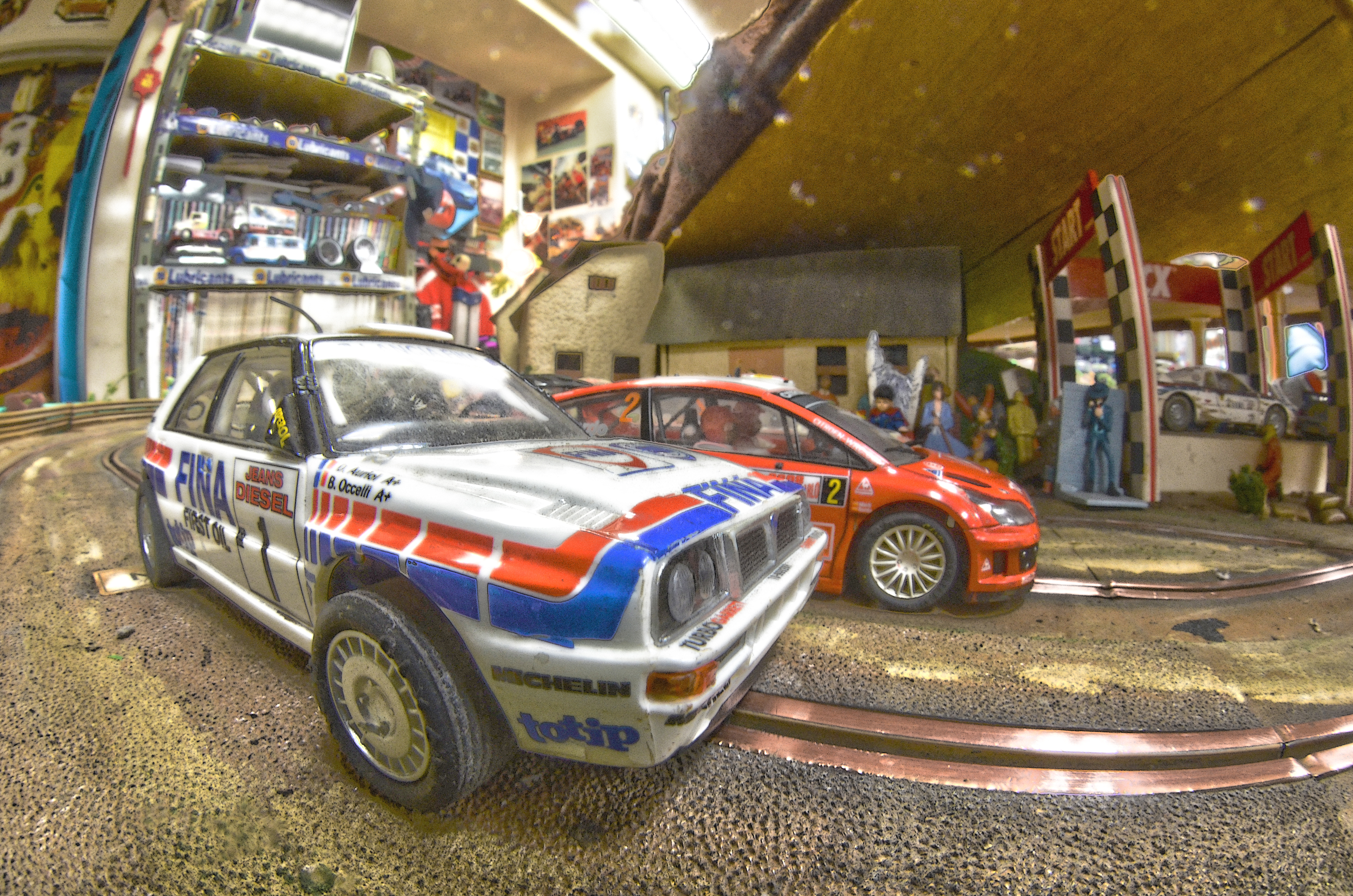
1/32ラリー風景 ランチア&シトロエン
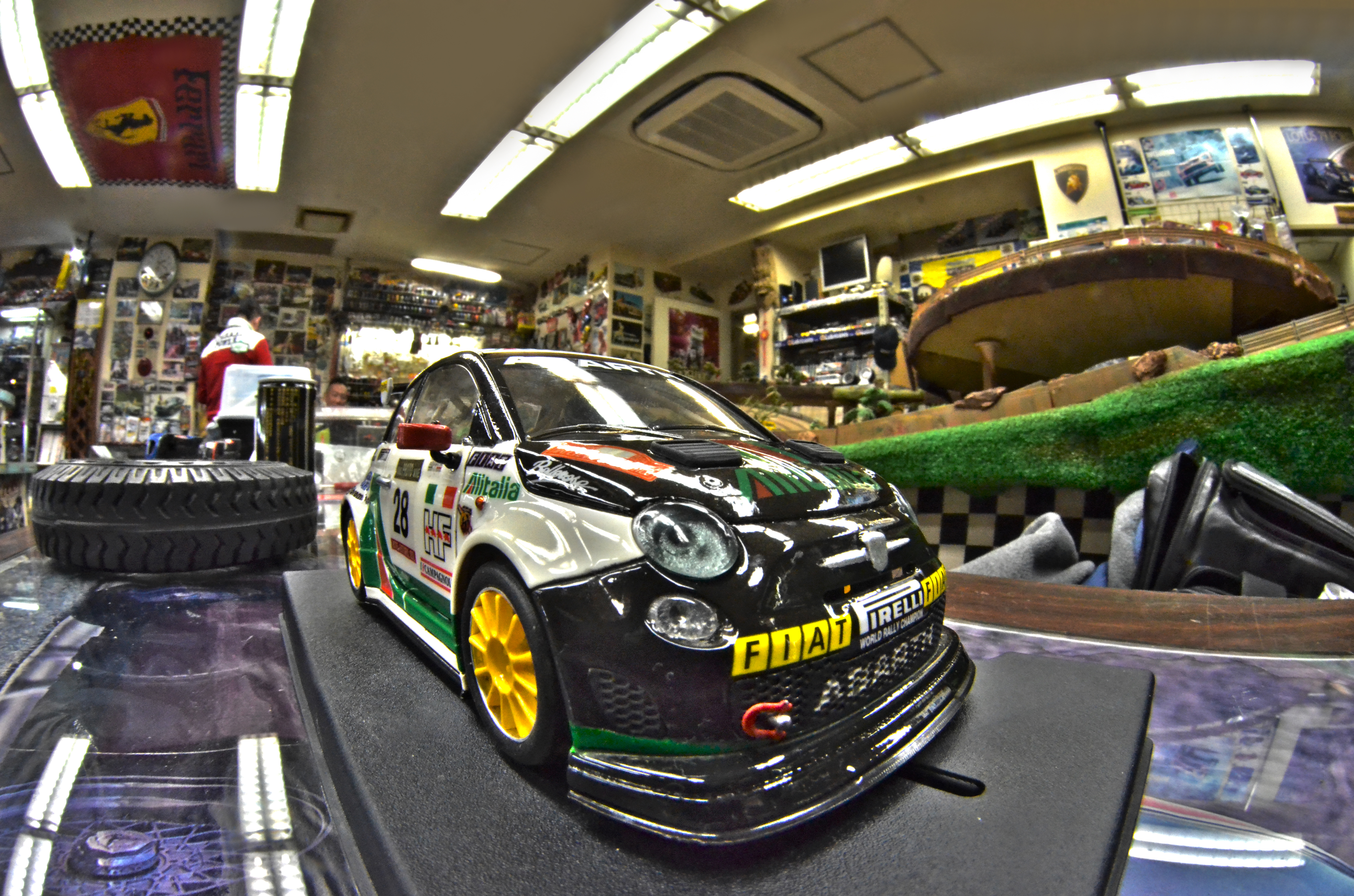
1/32 FIAT ABARTH
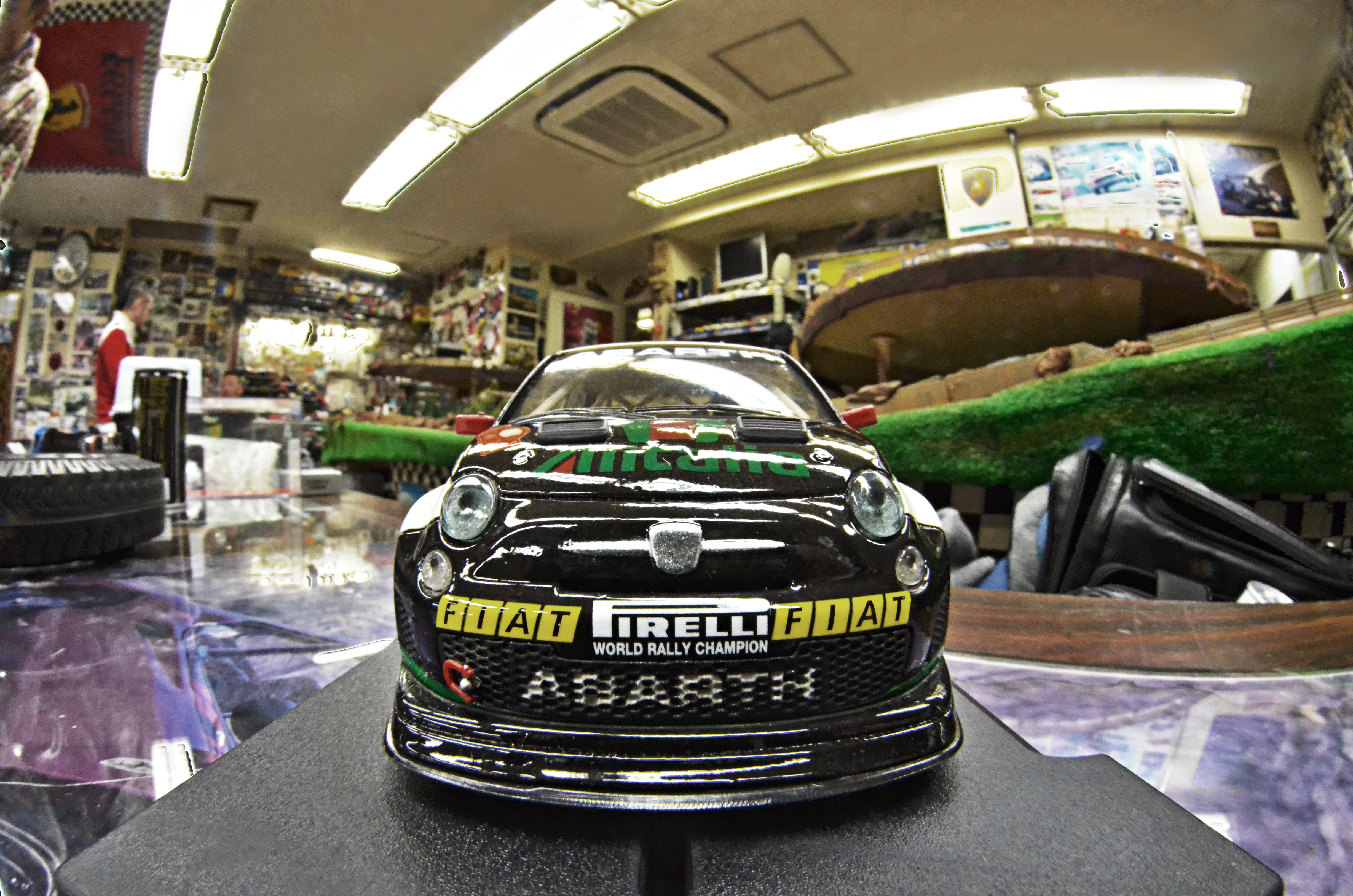
1/32 FIAT ABARTH
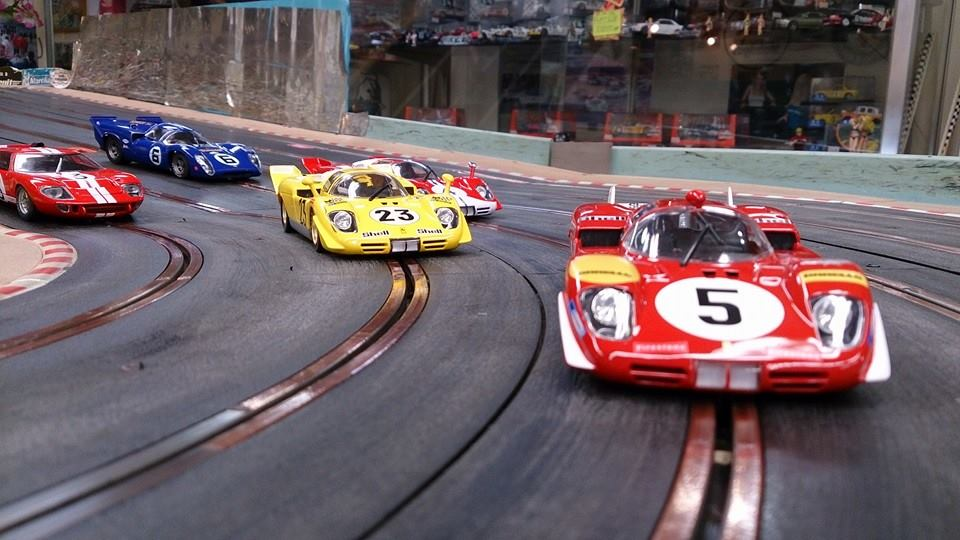
1/32 race風景Mr.KY
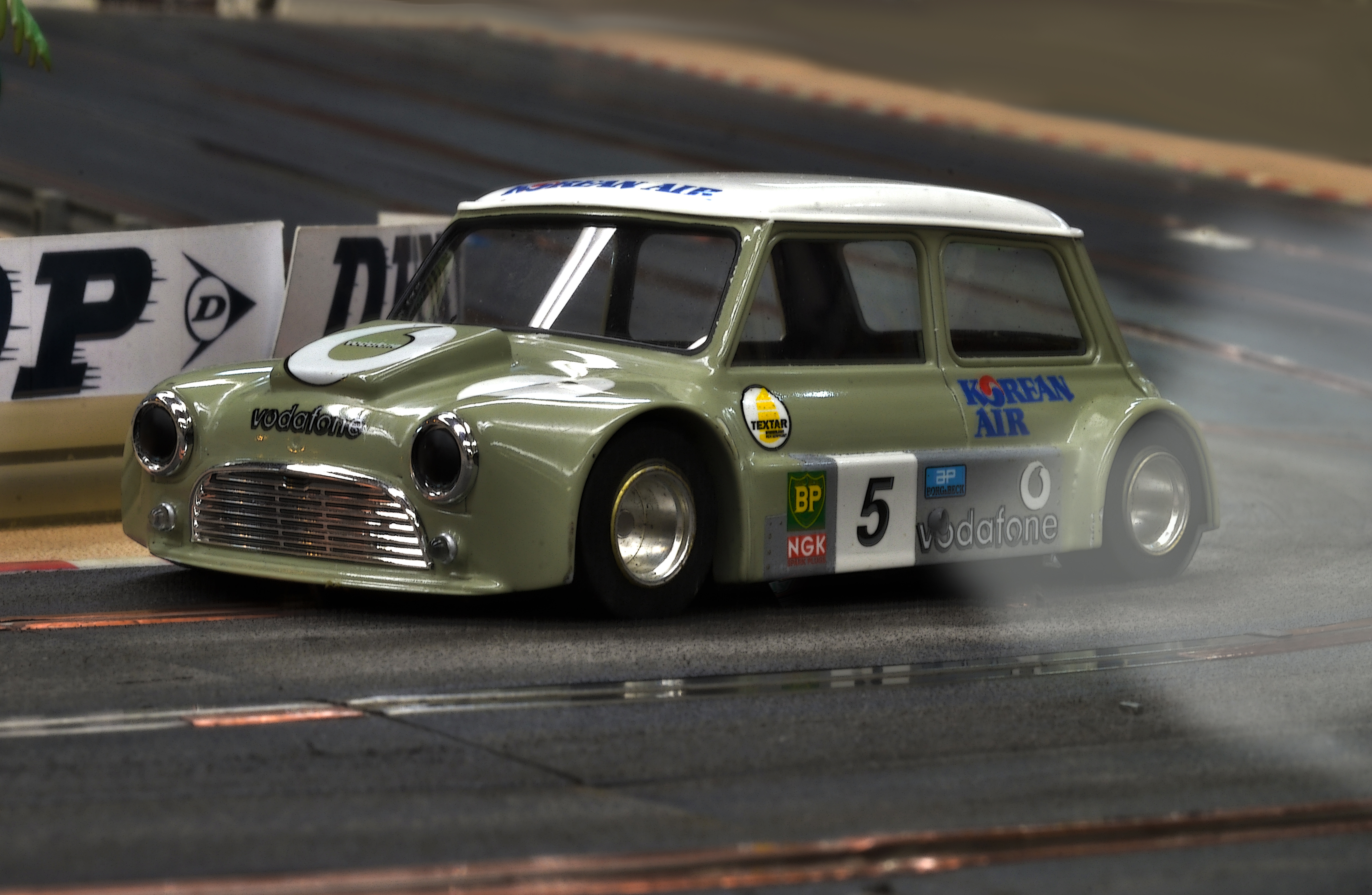
ミニ　クーパー 1/24
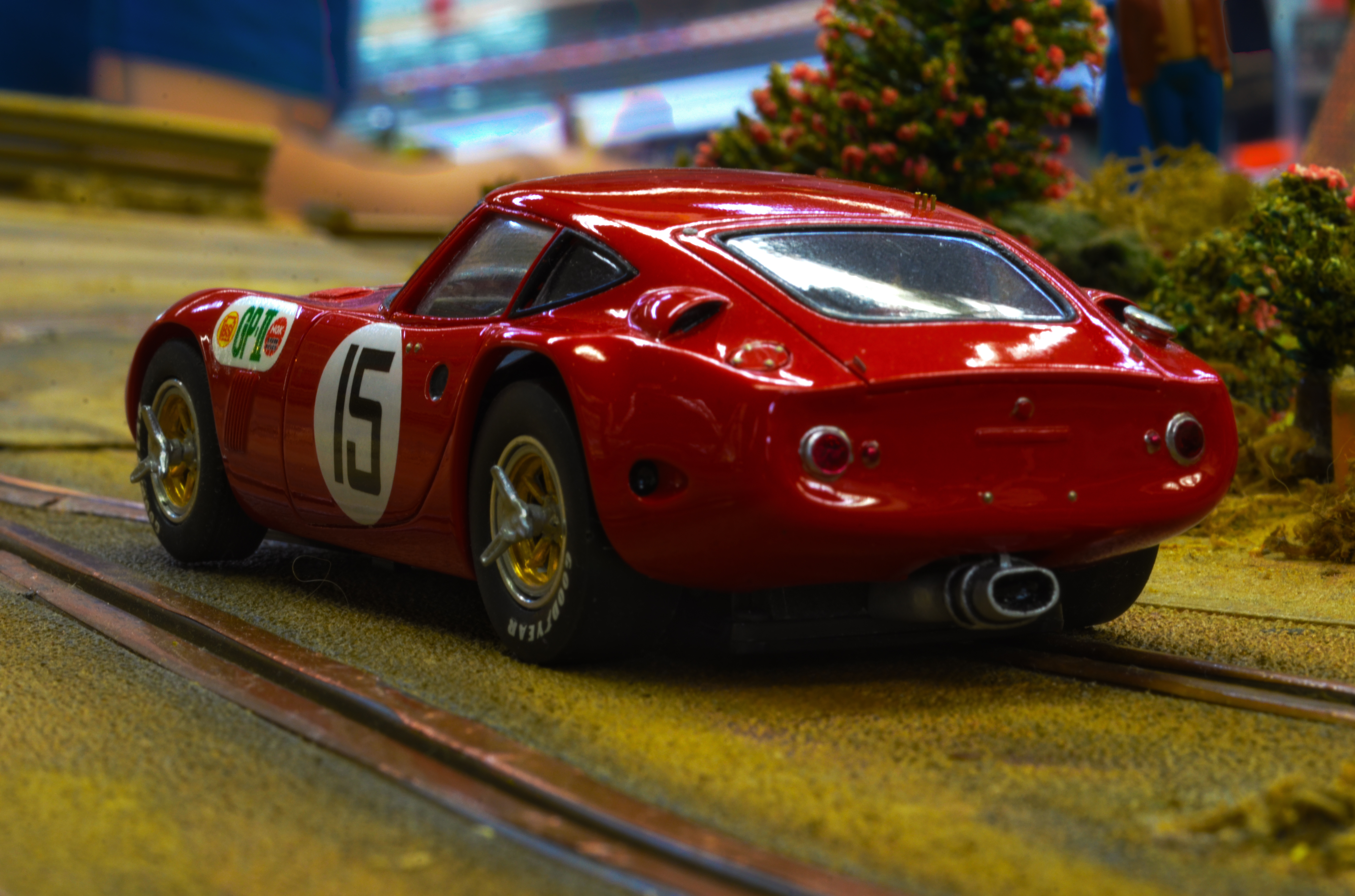
1/32 TOYOTA2000GTレース仕様
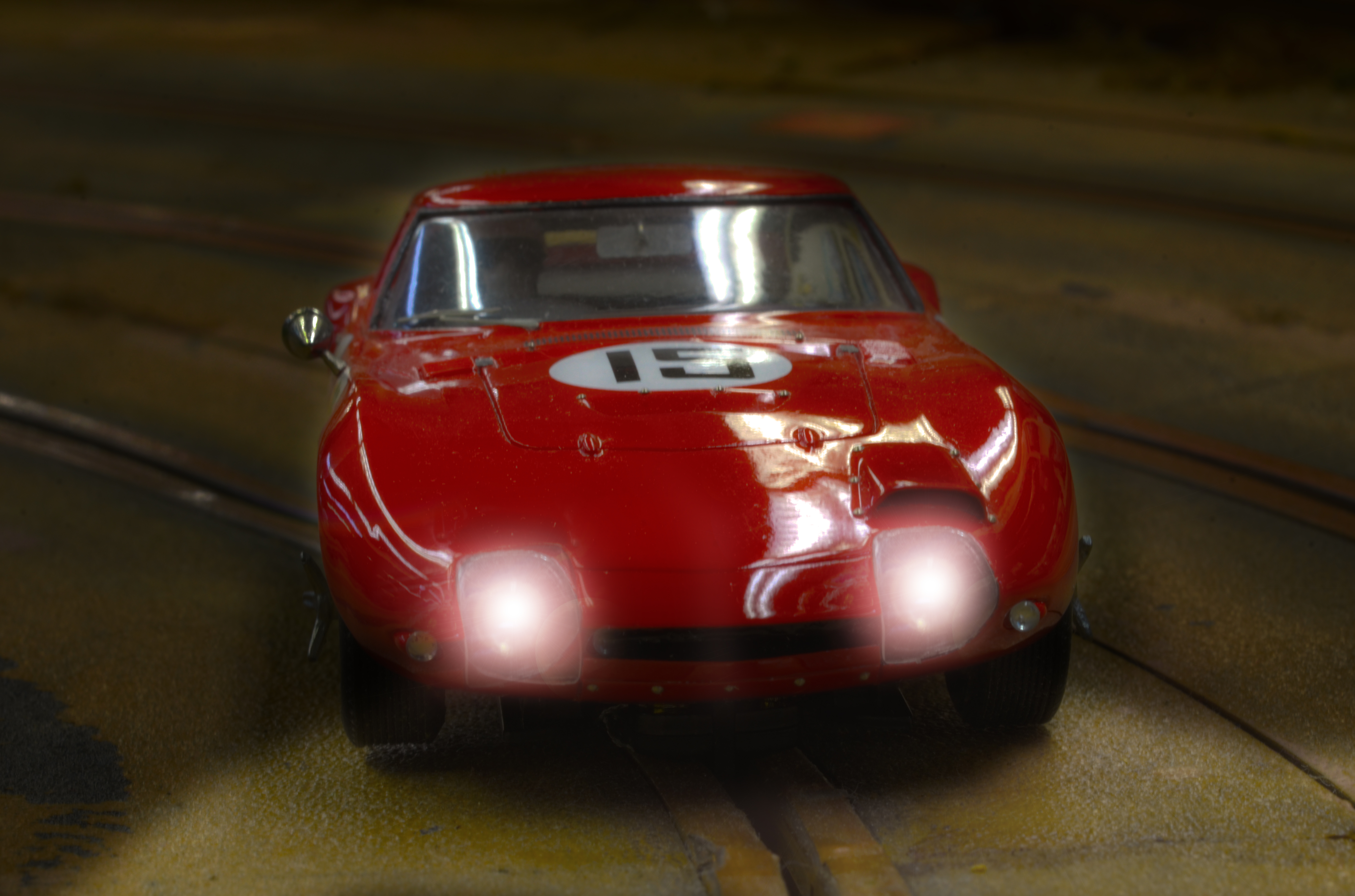
1/32 TOYOTA2000GTレース仕様
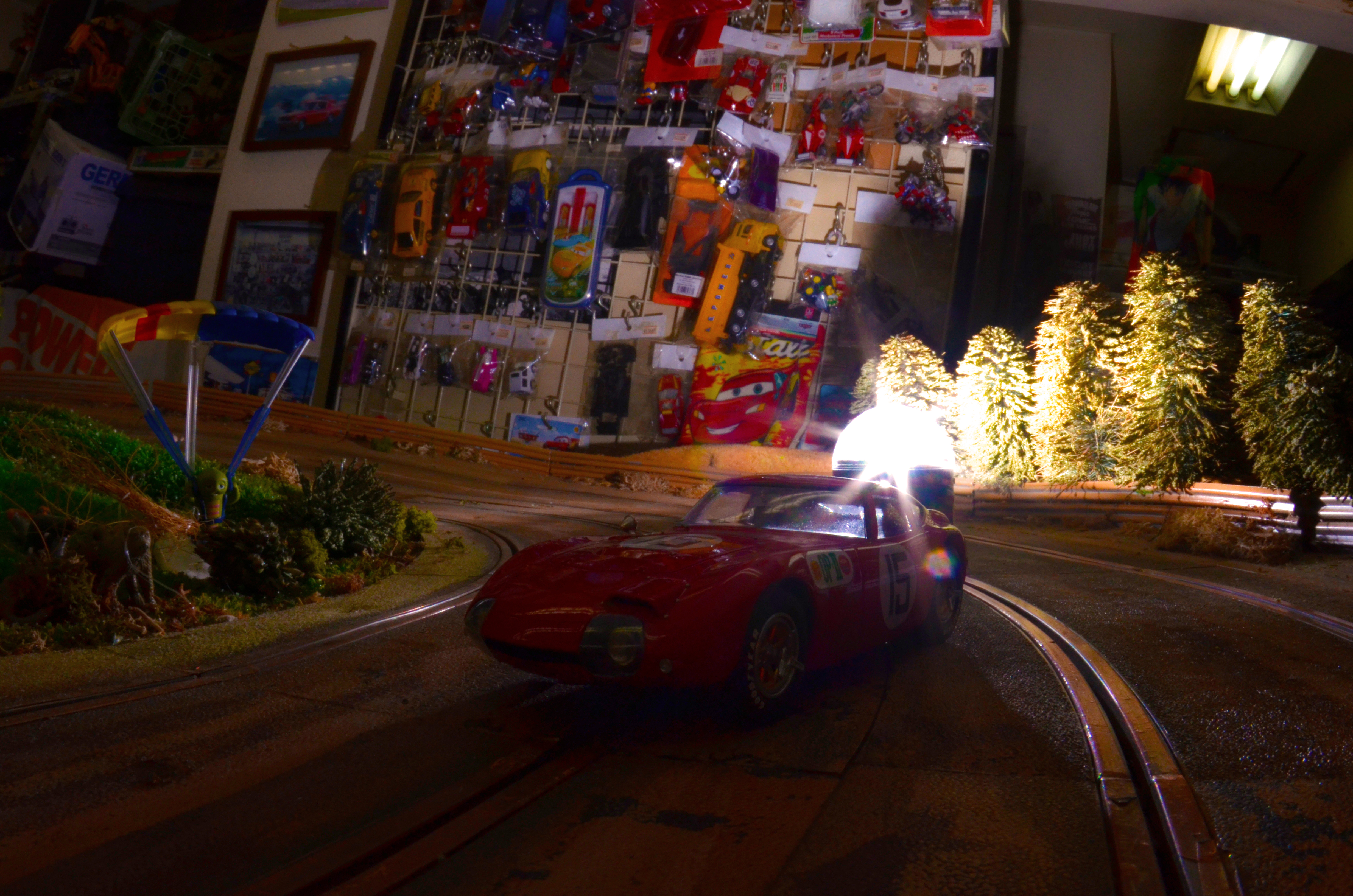
1/32 トヨタ2000GTレーシング仕様
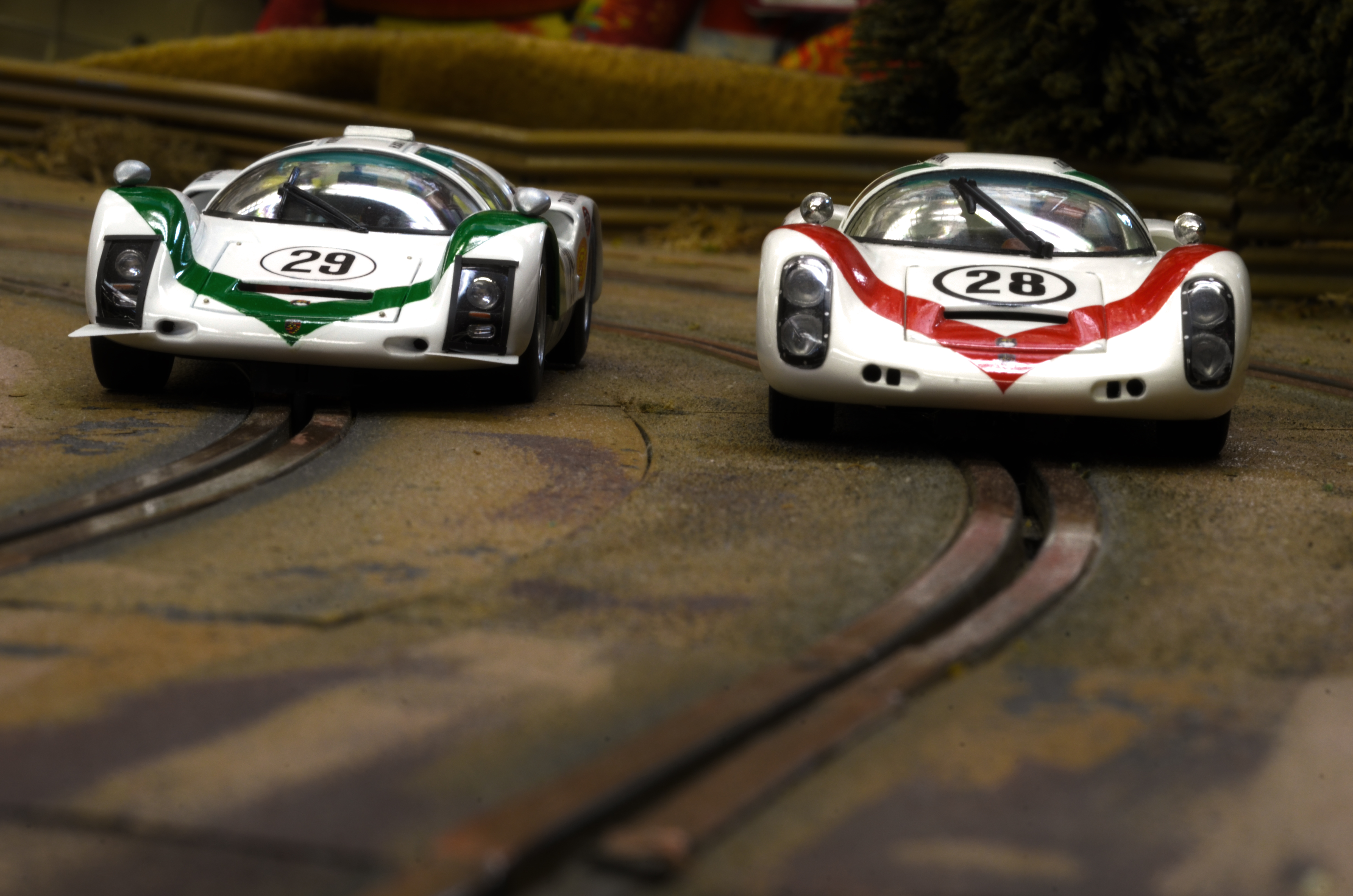
1/32 ポルシェ
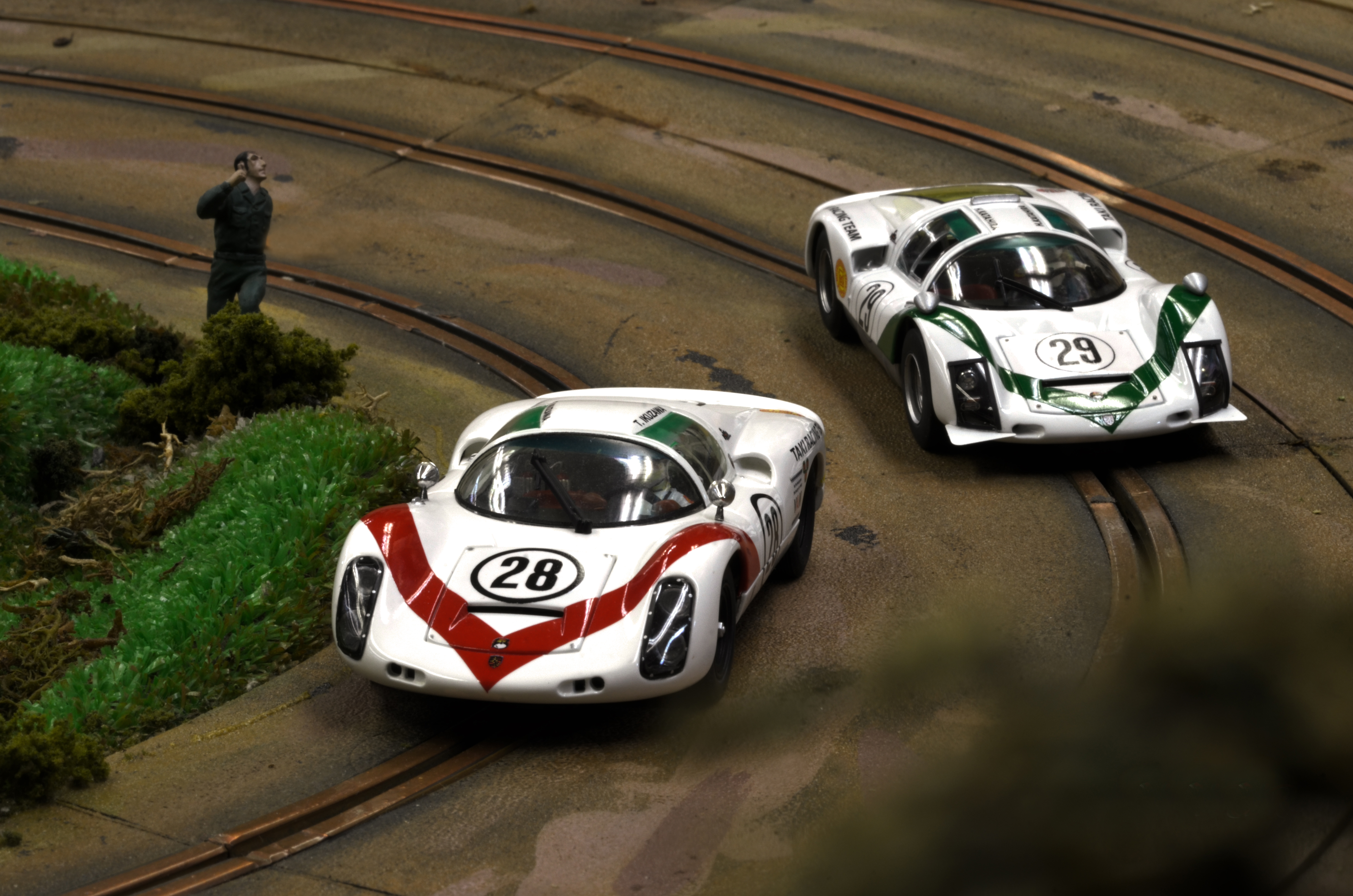
1/32 ポルシェ
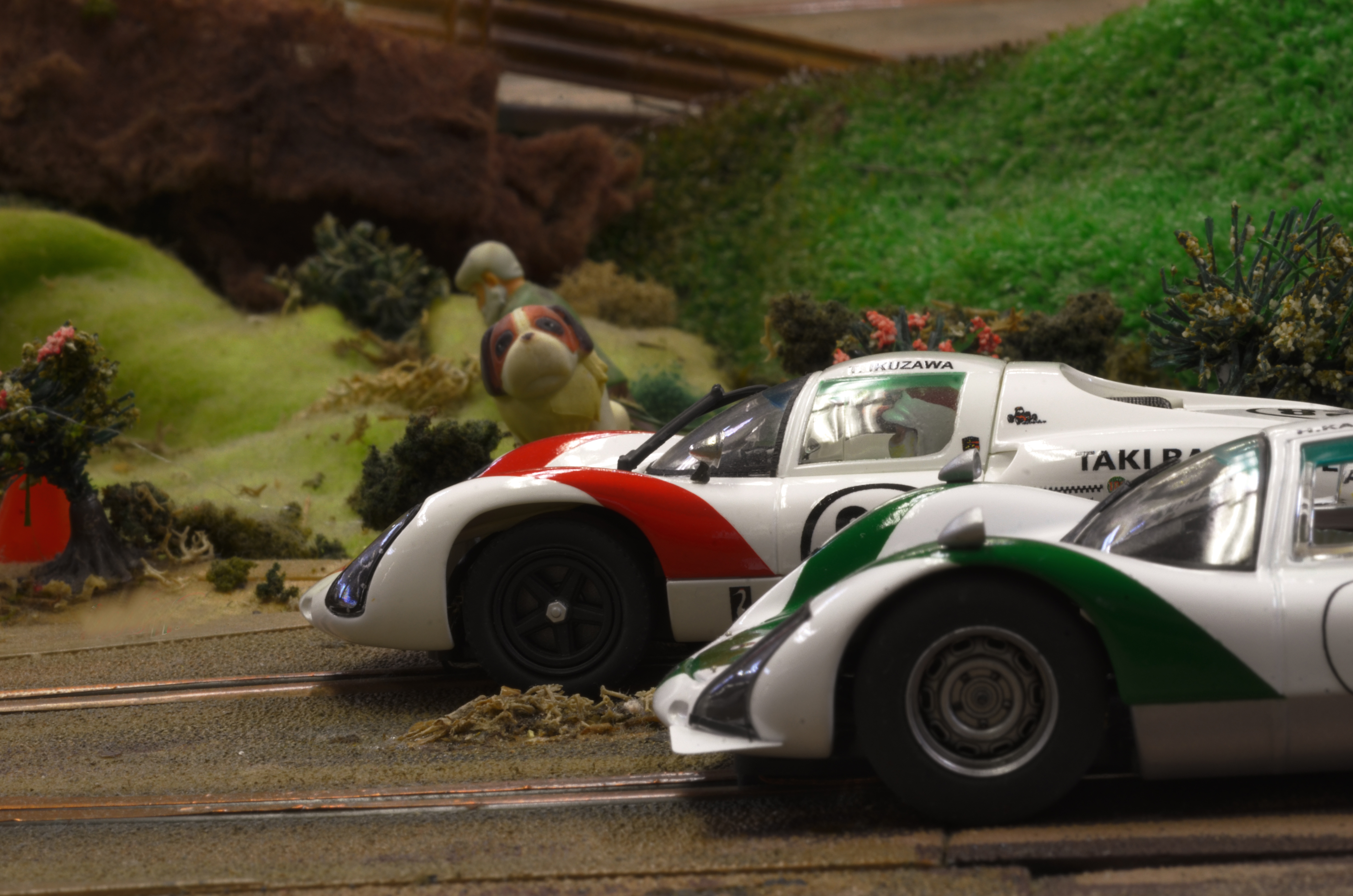
1/32 ポルシェ
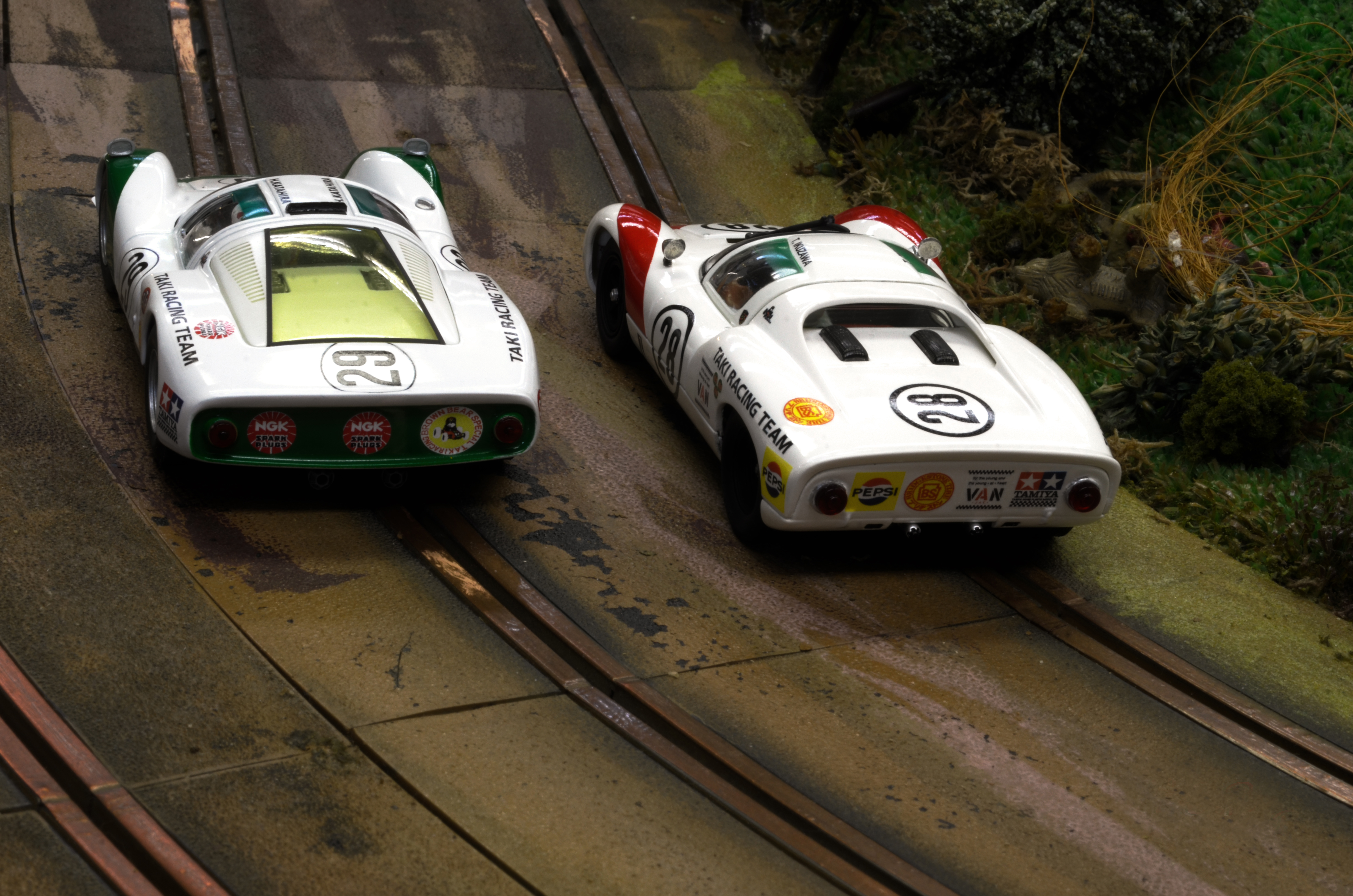
1/32 ポルシェ
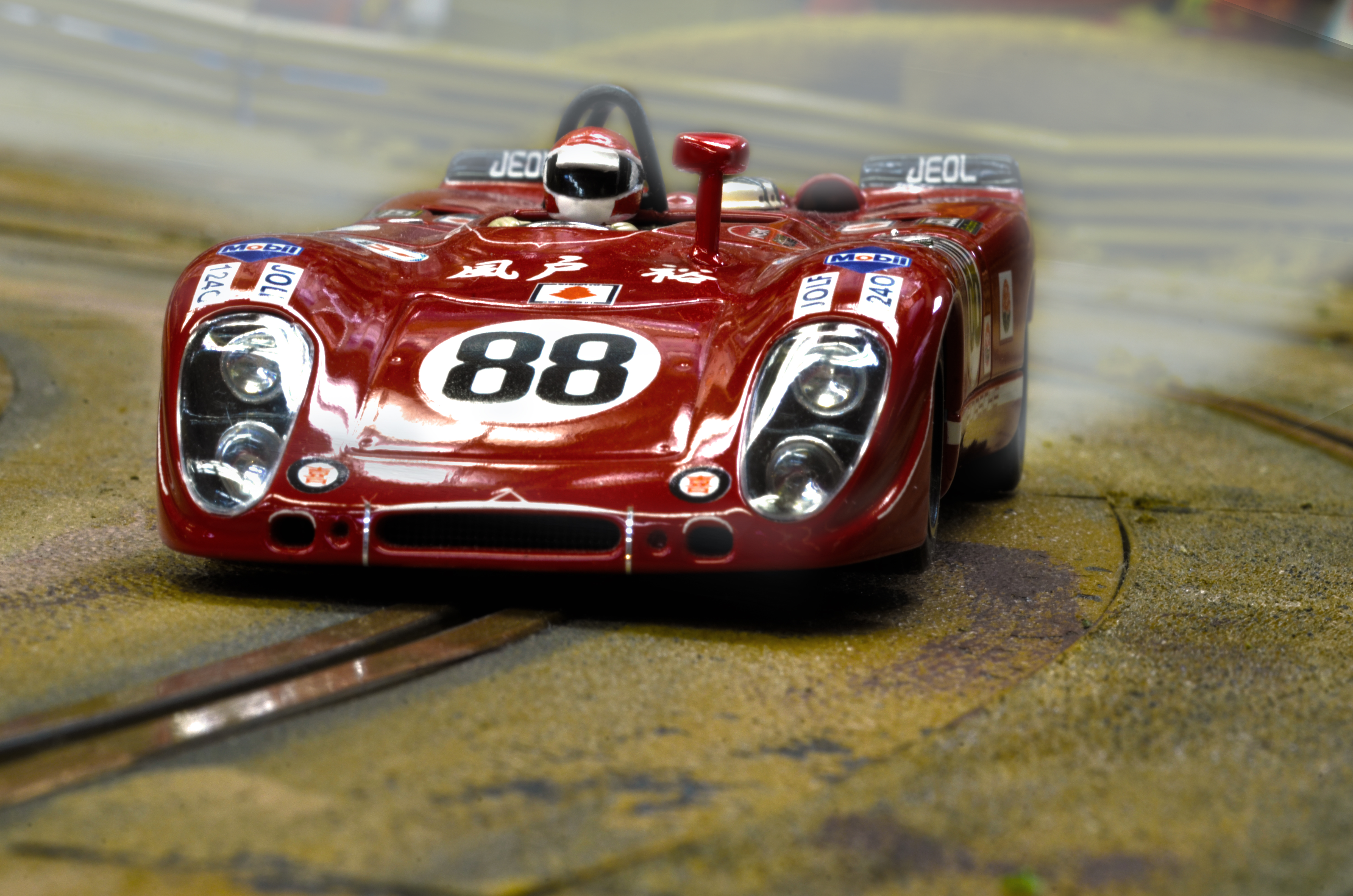
1/32 コーナーを通過するポルシェ
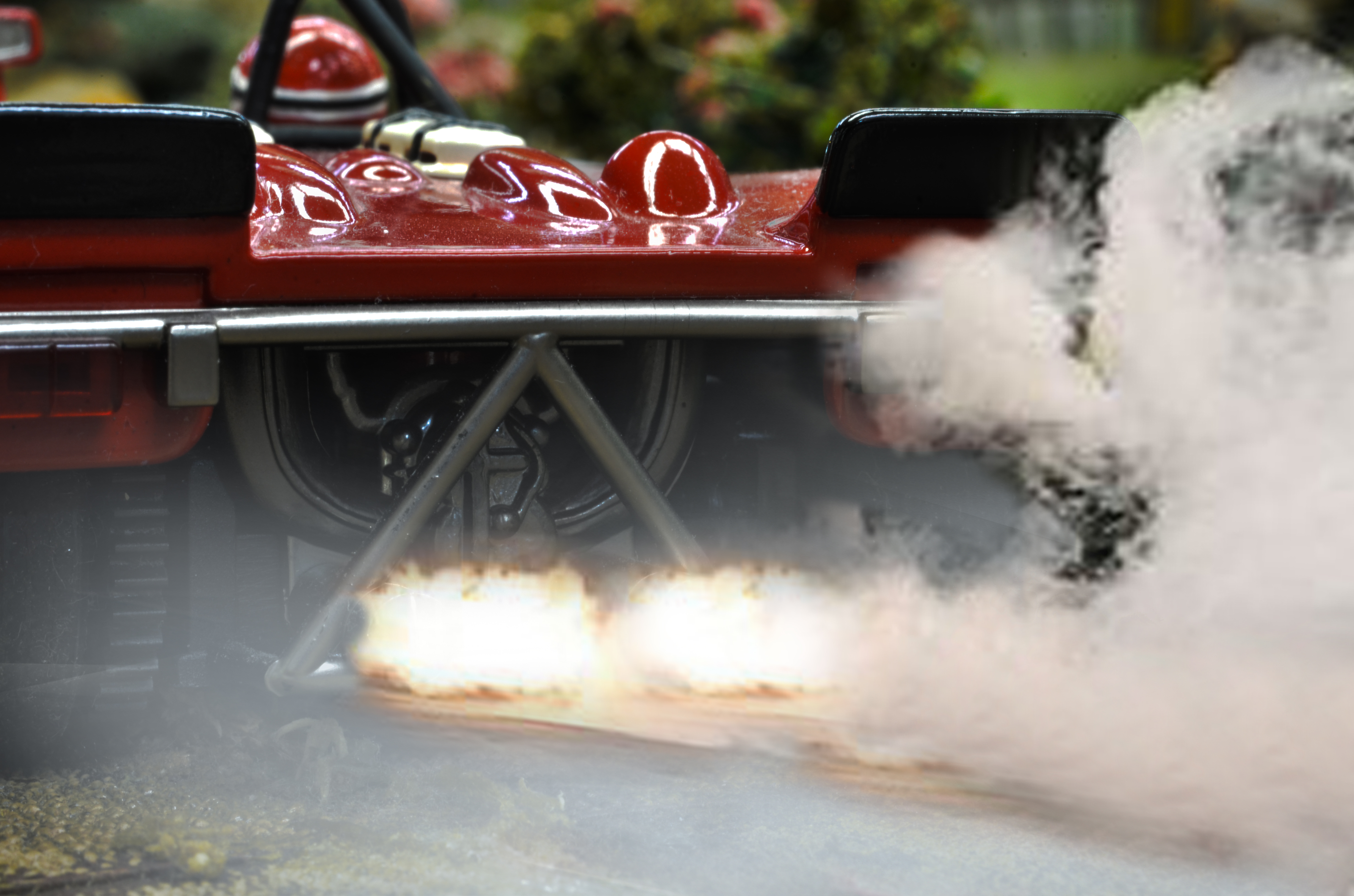
1/32 ポルシェエキゾースト
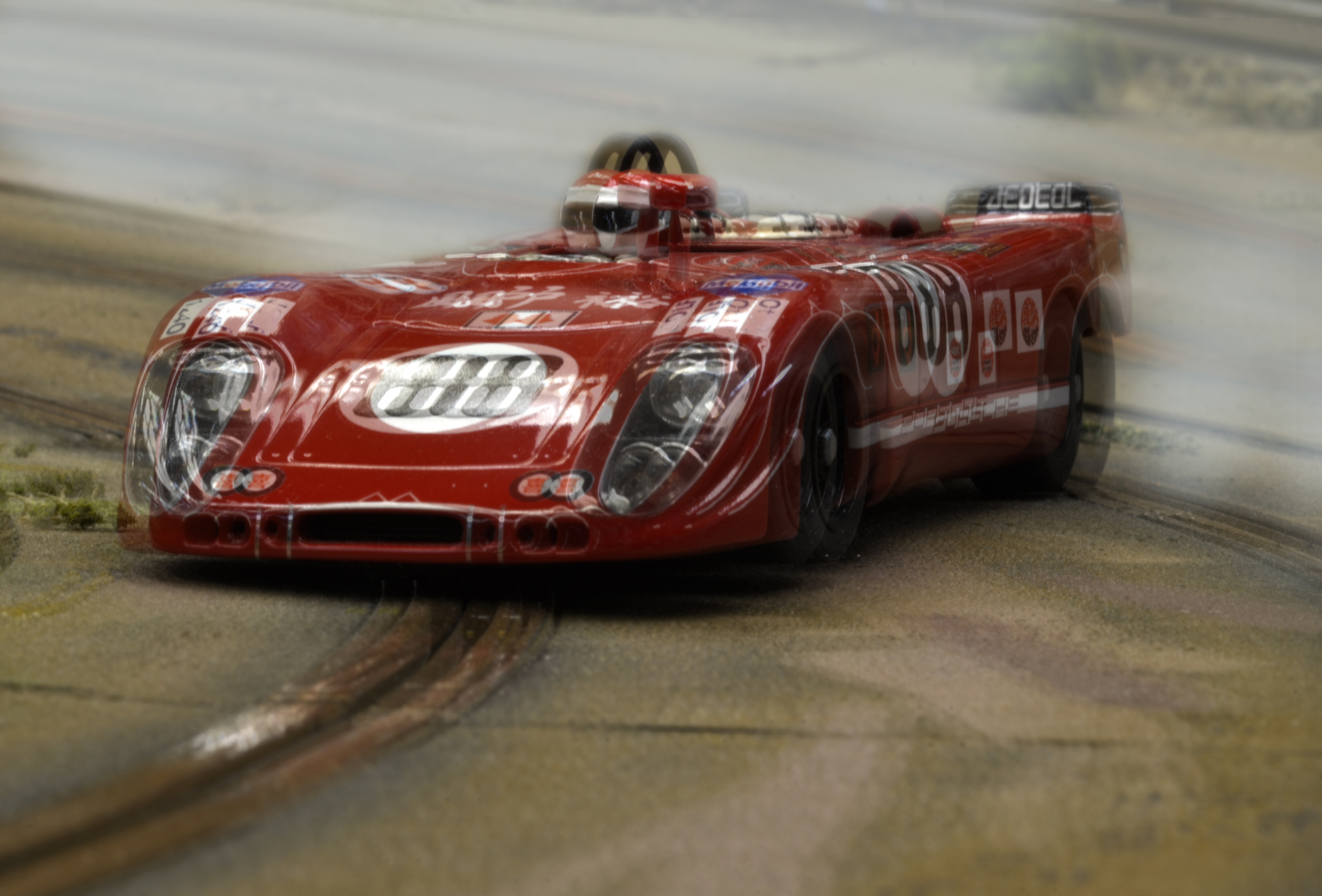
1/32 ポルシェドリフト